# Elecciones presidenciales de Argentina de 1983
En las elecciones presidenciales de Argentina de 1983 fue elegido presidente de la Nación Raúl Alfonsín de la Unión Cívica Radical, venciendo a Ítalo Luder del Partido Justicialista. Fue la primera derrota electoral del peronismo en la historia. Inició el ciclo democrático más largo de la historia argentina, luego de una serie de golpes de Estado, que interrumpieron todas las experiencias políticas sin permitir alternancias constitucionales, desde 1930. El gobierno constitucional que asumió el 10 de diciembre de 1983 puso fin a la última dictadura argentina, que había virtualmente colapsado luego de la guerra de las Malvinas del año anterior. 
Los comicios se realizaron bajo el texto constitucional de 1957, impuesto durante la dictadura militar autodenominada Revolución Libertadora, que establecía el sufragio indirecto y un mandato presidencial de seis años sin posibilidad de reelección inmediata.
La elección se polarizó entre los dos partidos políticos tradicionales de la democracia argentina, la Unión Cívica Radical (UCR) y el Partido Justicialista (PJ), los que sumados obtuvieron casi el 92% de los votos, mientras que la tercera fuerza sólo obtuvo el 2%.  
Alfonsín ganó en 16 de los 24 distritos electorales (Buenos Aires, Capital Federal, Catamarca, Chubut, Córdoba, Corrientes, Entre Ríos, La Pampa, Mendoza, Misiones, Neuquén, Río Negro, San Juan, San Luis, Santa Fe y Tierra del Fuego, Antártida e Islas del Atlántico Sur), mientras que Luder triunfó en ocho (Chaco, Formosa, Jujuy, La Rioja, Santa Cruz, Salta, Santiago del Estero y Tucumán). De este modo, el triunfo radical se transformó en la primera derrota en elecciones presidenciales del Partido Justicialista.
Alfonsín no pudo finalizar su mandato debido a que "resignó" su cargo cinco meses antes, el 8 de julio de 1989, en medio de una crisis hiperinflacionaria. No fue sucedido por su entonces vicepresidente Víctor Martínez, sino por su sucesor  electo ese año Carlos Menem. La reforma constitucional de 1994 (cláusulas transitorias 9.ª y 10.ª) estableció que el mandato legal de Alfonsín finalizó el 8 de julio de 1989.

## Antecedentes

### Golpe de Estado de 1976 y dictadura militar
El 24 de marzo de 1976, en medio de la crisis social, política y económica que envolvía al gobierno constitucional de María Estela Martínez de Perón, se produjo un golpe de Estado —el sexto realizado con éxito desde el golpe de 1930— que depuso a la presidenta, disolvió el Congreso y lo reemplazó con una Junta Militar. Si bien desde 1930 los golpes de estado ocurrían regularmente en la Argentina del siglo XX, a partir de la década de 1960 los golpes de Estado en Argentina formaron parte de un cuadro subregional y regional más amplio, de golpes militares generalizados en Sudamérica y América Latina, en la mayoría de los casos apoyados o promovidos por Estados Unidos, a partir de las operaciones de la Escuela de las Américas con base en Panamá y la doctrina de la seguridad nacional. Legitimada por la doctrina de los gobiernos de facto de 1930, la nueva dictadura se autodenominó Proceso de Reorganización Nacional e impuso a Jorge Rafael Videla, quien también era miembro de la Junta Militar, como presidente de la Nación. Durante el "Proceso", se cometieron masivas violaciones a los derechos humanos, con un estimado de 8500 desapariciones forzadas, según datos comprobados hasta el día hoy.
Por otro lado, el gobierno militar se caracterizó por la continuidad de la debilitación económica iniciada durante el gobierno peronista. Los militares dejaron el manejo de la economía en manos de José Alfredo Martínez de Hoz, quien mantendría el puesto hasta el fin del gobierno de Videla, el 29 de marzo de 1981. Martínez de Hoz siguió los, en ese momento, nuevos lineamientos económicos de la Escuela de Chicago (genéricamente incluida en el concepto de neoliberalismo), que habían sido implementados por primera vez por la dictadura de Augusto Pinochet en Chile, instalada en 1973. El resultado combinado de las políticas económicas internas y la situación financiera internacional de abundantes capitales buscando plazas de inversión, impulsó un nivel de endeudamiento récord. La deuda externa, que fue producto, incluso, de la estatización de deuda externa privada, se elevó de 7.875 millones de dólares al finalizar 1975, a 45.087 millones de dólares al finalizar 1983.

### Guerra de las Malvinas
El 2 de abril de 1982, el gobierno militar, en ese entonces encabezado por Leopoldo Fortunato Galtieri, inició la guerra de las Malvinas contra el Reino Unido, que tenía como finalidad recuperar para la Argentina los territorios del Atlántico Sur sobre los cuales reclamaba su soberanía desde su ocupación por el Reino Unido en 1833. El resultado de la guerra, que duró más de dos meses, fue la muerte de unos 649 militares argentinos, 255 británicos y tres civiles isleños, y terminó con la rendición Argentina el 14 de junio y el retorno de las islas al control del Reino Unido. El 18 de junio de 1982, tan solo cuatro días después, la Junta exigió la dimisión de Galtieri tras el fracaso bélico, prácticamente haciendo colapsar a la dictadura militar. En contra de los deseos de gran parte de la cúpula militar, Reynaldo Bignone fue nombrado sucesor de Galtieri, siendo el único Presidente de facto del Proceso que no integró la Junta que lo designó. Bignone anunció entonces que llevaría a cabo una transición democrática, con elecciones programadas para finales de 1983, y que esta culminaría con un traspaso de poder organizado en marzo de 1984.

### Gobierno de Bignone y final delProceso
Heredando una economía que luchaba bajo aplastantes tasas de interés impuestas por la Circular 1050 del Banco Central, el nuevo presidente de la institución, Domingo Cavallo, rescindió la política en julio, iniciándose un movimiento hacia la liberalización económica, que fue complementado por Bignone restaurando un derecho limitado de reunión y libertad de expresión. Esto se realizó como consecuencia de la enorme presión que ejercían la gran cantidad de partidos políticos para una rápida transición, agrupados en la Multipartidaria establecida por Ricardo Balbín, líder de la Unión Cívica Radical, en 1981. Seis años de congelación intermitente de salarios, políticas adversas a la industria y medidas restrictivas como la Circular 1050 habían dejado el PIB per cápita en su nivel más bajo desde 1968 y los salarios reales en torno al 40%. Ante estas condiciones, el retorno de algunas libertades condujo rápidamente a una ola de huelgas, incluyendo dos paros generales dirigidos por Saúl Ubaldini de la federación sindical CGT (la más grande de América del Sur). La reacción de los sectores más duros del régimen llevaron al Almirante Jorge Anaya a anunciar que presentaría su candidatura a la Presidencia, en medio de las burlas hacia su persona por medio del cántico Anaya canalla, idea que fue rápidamente frustrada por Bignone.
Las manifestaciones exigiendo el adelantamiento de las elecciones no se hicieron esperar, y la policía reprimió severamente una protesta en la Plaza de Mayo el 16 de diciembre de 1982, lo que resultó en la muerte de un manifestante y las esperanzas de Bignone de posponer indefinidamente los comicios. El régimen empezó a prepararse para la transición triturando evidencias la desaparición del estimado de 30.000 disidentes (la mayoría de los cuales eran estudiantes, académicos y sindicalistas no involucrados en la violencia que sufrió Argentina entre 1973 y 1976). Sin embargo, en febrero de 1983, el jefe de la policía de Buenos Aires, Ramón Camps, reconoció públicamente los crímenes y afirmó que los "desaparecidos" estaban, de hecho, muertos. La entrevista de Camps, que provocó la indignación general, obligó a Bignone a dejar de negar la tragedia y, el 28 de abril, decretó la ley de autoamnistía N.º 22.924 para todos los implicados (incluido él mismo).
El gobierno militar dictó un nuevo estatuto para los partidos políticos y hubo una afiliación masiva de ciudadanos que iba más allá de las limitaciones de los partidos políticos y de la mayoría de sus dirigentes, muchos de ellos con ideas obsoletas o con una imagen políticamente inadecuada para un proceso democrático, tolerante y respetuoso de los derechos.

## Reglas electorales
Las reglas electorales fundamentales que rigieron la elección presidencial fueron establecidas en el texto constitucional entonces vigente (Reforma constitucional 1957) y la Ley N.º 22 847 de 1983, sancionada por el dictador Reynaldo Bignone "en uso de las atribuciones conferidas el Estatuto para el Proceso de Reorganización Nacional". En las elecciones de 1983 no se utilizaron las normas electorales de rango constitucional que habían sido aplicadas en las elecciones de marzo de 1973 y septiembre de 1973, establecidas en el Estatuto Fundamental Temporario de 1972 (voto directo y balotaje), debido a que el mismo había caducado en 1981.
Las principales reglas electorales para la elección presidencial fueron:
- Una vuelta electoral
- Sufragio indirecto
- Colegios electorales por cada provincia, Capital Federal y Tierra del Fuego. La Ley 22.847 amplió la Constitución Nacional disponiendo por primera vez, en una elección presidencial por sufragio indirecto, que los ciudadanos de un territorio nacional, como lo era en ese momento Tierra del Fuego, Antártida e Islas del Atlántico Sur, eligieran presidente mediante un colegio electoral propio.
- La Ley 22.847 modificó la Constitución estableciendo una distribución diferente de la cantidad de electores que debía tener cada colegio electoral.
- Mandato presidencial de seis años sin posibilidad de reelección inmediata.

## Candidatos

### Unión Cívica Radical
|                                                              |                                                |
| Raúl Alfonsín                                                | Víctor Martínez                                |
| para presidente                                              | para vicepresidente                            |
| {{{descripción}}}                                            | {{{descripción}}}                              |
| Diputado nacional por Buenos Aires (1963-1966) y (1973-1976) | Intendente de la ciudad de Córdoba (1963-1966) |
|                                                              |                                                |

Tras la muerte de Ricardo Balbín, en septiembre de 1981, la Línea Nacional, sector interno del partido que este lideraba, perdió peso ante otra corriente interna, el Movimiento de Renovación y Cambio, liderado por Raúl Alfonsín. Con un discurso progresista y socialdemócrata, Alfonsín estaba entre las primeras figuras políticas prominentes que condenaron la autoamnistía presentada por el gobierno militar. Ante el llamado a elecciones, se realizaría una elección primaria el 14 de agosto de 1983 entre Alfonsín, representante del sector renovador, y Fernando de la Rúa, quien fuera compañero de fórmula de Balbín en las elecciones de septiembre de 1973, en representación del balbinismo. Alfonsín contaba con una larga trayectoria en la lucha por los derechos humanos durante la dictadura, mientras que De la Rúa era una de las figuras más prominentes del radicalismo dentro del plano político, principalmente el electoral, habiendo sido el único candidato radical en los comicios legislativos de marzo de 1973 en derrotar a su contrincante peronista en la elección al Senado Nacional.
El 14 de julio, un mes antes de la primaria presidencial, tuvieron lugar elecciones de renovación parcial de autoridades partidarias, exceptuando los distritos de Chaco, Santiago del Estero, Catamarca y Jujuy. En las internas que tuvieron lugar ese día, el Movimiento de Renovación y Cambio se impuso por abrumador margen ante la Línea Nacional, al punto que el balbinismo no obtuvo los suficientes votos para conservar representación por la minoría en la Convención de la provincia de Buenos Aires. La impugnación de una mesa en la localidad de Florencio Varela, única irregularidad de importancia registrada en la jornada, no alteró el resultado final. La interna parcial dejó a Alfonsín como virtual presidente electo del partido, con el favor asegurado de 57 delegados sobre 95, aun cuando todavía no estuvieran elegidos todos. Tres días más tarde, el 20 de julio, De la Rúa declaró que no admitir que Alfonsín ganaría las primarias sería negar la realidad y que fragmentar el partido favorecería al peronismo en las elecciones presidenciales, por lo que retiró su precandidatura.
Ante la sorpresiva retirada de De la Rúa, que fue elogiada por varios dirigentes radicales, entre ellos el presidente saliente del partido, Carlos Raúl Contín, Alfonsín negoció con él que la fórmula presidencial radical fuese proclamada antes del 14 de agosto, a fin de comenzar la campaña electoral con más tiempo, y previó un triunfo sobre el peronismo en las elecciones en un discurso en su pueblo natal, Chascomús. Su compañero de fórmula sería Víctor Hipólito Martínez, una figura ligeramente más conservadora que en había sido candidato a gobernador de Córdoba en 1973, siendo uno de los candidatos radicales más exitosos en las elecciones provinciales de ese año. De la Rúa, por su parte, fue de nuevo primer candidato a Senador Nacional por Capital Federal, elección que ganaría por un margen aplastante.
|  | 86.21 % |

|  | 13.48 % |

|  | 0.31 % |

### Partido Justicialista
| |                                                 |
| Ítalo Luder | Deolindo Bittel                                 |
| para presidente | para vicepresidente                             |
| {{{descripción}}} | {{{descripción}}}                               |
| Presidente provisional del Senado (1975-1976) en ejercicio del Poder Ejecutivo Nacional (1975)                                                                                        | Gobernador de la provincia de Chaco (1973-1976) |
| Candidatura apoyada por: - Partido Justicialista - Partido Comunista - Partido del Trabajo y del Pueblo - Partido Comunista Revolucionario - Convergencia para la Liberación Nacional |                                                 |
| |                                                 |

El partido gobernante antes del golpe y principal rival de la UCR, el Partido Justicialista (PJ), no había perdido una elección libre desde su fundación en 1947, pero se encontraba muy debilitado y sufría una crisis de popularidad por el gobierno de María Estela Martínez de Perón. Además de esto debió sortear una crisis interna a la hora de buscar candidatos no solo en las elecciones presidenciales, sino también para las elecciones provinciales y legislativas.
A partir del derrocamiento de Perón en 1955 el Partido Justicialista se convirtió en un partido de base sindical de facto ya que las organizaciones gremiales eran el único instrumento político disponible para el peronismo, con lo cual los políticos y activistas dependían en gran medida de los sindicatos. Después de la muerte de Perón, y ante la carencia del PJ de una estructura territorial estable o de una cantidad importante de dirigentes con bases de apoyo independientes, los sindicatos estuvieron en una posición privilegiada para hacerse cargo de la conducción, máxime después de su participación en la destitución de José López Rega, lo que se evidenció con la virtual imposición de las 62 Organizaciones en las designaciones de Antonio Cafiero como ministro de Economía y de Carlos Ruckauf como ministro de Trabajo.
Durante la dictadura militar, con la actividad política prohibida y muchos dirigentes presos o exiliados, los sindicatos fueron centros de la actividad política peronista y de refugio de políticos a los que proporcionaban empleo, como fue el caso de Eduardo Duhalde, Antonio Cafiero, Vicente Joga, Rubén Marín, José María Vernet, Carlos Ruckauf y una docena de legisladores. Los sindicatos aportaban el uso de sus locales, imprimían propaganda partidaria y contribuían con activistas. Estaban en condiciones de mantener contacto con sus afiliados y, gracias a su relación con los empresarios, intervenían activamente en la recolección de aportes para la campaña electoral.
Tras las conferencias que duraron dos meses después de que la UCR designara a Alfonsín, el ala izquierda de los Justicialistas (el blanco de gran parte de la represión antes y después del golpe de 1976) resultó poco compatible con la influencia de la CGT dentro del partido. Ante la declinación de Antonio Cafiero por la derrota en las internas ante Herminio Iglesias en la populosa provincia de Buenos Aires, se escogió a los contrarios ideológicos Ítalo Luder, que había sido presidente interino durante la licencia por enfermedad de Isabel Perón en septiembre de 1975, como candidato a presidente, y al exgobernador de la provincia de Chaco, Deolindo Felipe Bittel, como su compañero de fórmula; mientras que Luder había autorizado la represión violenta contra la izquierda por parte de la Triple A en 1975, Bittel era un populista famoso por su defensa del Habeas Corpus durante la dictadura subsiguiente.
Pese a la diferencia entre ambos candidatos, la candidatura justicialista fue apoyada por varios grupos de izquierda, que presentaron solo candidaturas gubernatoriales y legislativas, apoyando a Luder en la elección presidencial, siendo el más destacado el Partido Comunista, seguido por la coalición Convergencia para la Liberación Nacional (COLINA), y posteriormente por el Partido del Trabajo y del Pueblo y el Partido Comunista Revolucionario, estos dos últimos considerados de carácter maoísta.

### Partido Intransigente
|                                                        |                                                  |
| Oscar Alende                                           | Mirto Lisandro Viale                             |
| para presidente                                        | para vicepresidente                              |
| {{{descripción}}}                                      | {{{descripción}}}                                |
| Gobernador de la provincia de Buenos Aires (1958-1962) | Diputado de la Provincia de Santa Fe (1958-1959) |

### Movimiento de Integración y Desarrollo
|                                                              |                                                     |
| Rogelio Frigerio                                             | Antonio Salonia                                     |
| para presidente                                              | para vicepresidente                                 |
| {{{descripción}}}                                            | {{{descripción}}}                                   |
| Secretario de Relaciones Socioeconómicas de la Nación (1958) | Subsecretario de Educación de la Nación (1958-1962) |

### Otras candidaturas
| | |                                                                                         |                                                                                         | | |                                                      |                                 |  |  |  |
| Francisco Manrique | Guillermo Belgrano Rawson | Álvaro Alsogaray                                                                        | Jorge Salvador Oría                                                                     | Rafael Martínez Raymonda                                                                             | René Balestra                                                                                        | Francisco Cerro                                      | Arturo Ponsati                  |  |  |  |
| para presidente | para vicepresidente | para presidente                                                                         | para vicepresidente                                                                     | para presidente                                                                                      | para vicepresidente                                                                                  | para presidente                                      | para vicepresidente             |  |  |  |
| | |                                                                                         |                                                                                         | | |                                                      |                                 |  |  |  |
| Ministro de Bienestar Social (1970-1972)                                                                                                | Diputado nacional por San Luis (1963-1966)                                                                                              | Ministro de Economía (1959-1961,1962)                                                   | Subsecretario de Finanzas (1959)                                                        | Diputado nacional por Santa Fe (1963-1965)                                                           | Abogado y docente                                                                                    | Senador nacional por Santiago del Estero (1973-1976) | Abogado y docente universitario |  |  |  |
| Partidos que integraban la alianza: - Partido Federal - Fuerza Federalista Popular - Concentración Demócrata - Movimiento Línea Popular | Partidos que integraban la alianza: - Partido Federal - Fuerza Federalista Popular - Concentración Demócrata - Movimiento Línea Popular | Partidos que integraban la alianza: - Unión del Centro Democrático - Partido del Centro | Partidos que integraban la alianza: - Unión del Centro Democrático - Partido del Centro | Partidos que integraban la alianza: - Partido Demócrata Progresista - Partido Socialista Democrático | Partidos que integraban la alianza: - Partido Demócrata Progresista - Partido Socialista Democrático | Partido sin alianza                                  | Partido sin alianza             |  |  |  |
| | |                                                                                         |                                                                                         | | |                                                      |                                 |  |  |  |
| | |                                                                                         |                                                                                         | | |                                                      |                                 |  |  |  |
| Luis Zamora | Silvia Susana Díaz | Guillermo Estévez Boero                                                                 | Edgardo Rossi                                                                           | Jorge Abelardo Ramos                                                                                 | Elisa Margarita Colombo                                                                              | Gregorio Flores                                      | Catalina Guagnini               |  |  |  |
| para presidente | para vicepresidente | para presidente                                                                         | para vicepresidente                                                                     | para presidente                                                                                      | para vicepresidenta                                                                                  | para presidente                                      | para vicepresidenta             |  |  |  |
| | |                                                                                         |                                                                                         | | |                                                      |                                 |  |  |  |
| Abogado | | Abogado y dirigente estudiantil reformista                                              | Docente y escritor                                                                      | Historiador, publicista, editor y escritor                                                           | | Dirigente gremial                                    | Docente                         |  |  |  |
| Partido sin alianza | Partido sin alianza | Partido sin alianza                                                                     | Partido sin alianza                                                                     | Partido sin alianza                                                                                  | Partido sin alianza                                                                                  | Partido sin alianza                                  | Partido sin alianza             |  |  |  |

### Candidaturas desestimadas
Emilio Eduardo Massera, exmiembro de la primera junta militar, trató de presentarse a la contienda a través de su Partido para la Democracia Social pero fue imposibilitado debido su detención por el Juez Federal Oscar Mario Salvi por la presunta participación en la desaparición del empresario Fernando Branca.

## Acceso a boletas
| Distrito            | Alfonsín/Martínez              | Luder/Bittel  | Alende/Viale  | Frigerio/Salonia    | Manrique/Rawson                                                                | Alsogaray/Oría                     |
| Distrito            | 24 provincias                  | 24 provincias | 24 provincias | 24 provincias       | 20 provincias                                                                  | 13 provincias                      |
| ------------------- | ------------------------------ | ------------- | ------------- | ------------------- | ------------------------------------------------------------------------------ | ---------------------------------- |
| Buenos Aires        | - UCR                          | - PJ          | - PI          | - MID               | - Alianza Federal                                                              | - UCEDE                            |
| Capital Federal     | - UCR                          | - PJ          | - PI          | - MID               | - Alianza Federal                                                              | - UCEDE                            |
| Catamarca           | - UCR                          | - PJ          | - PI          | - MID               | - Alianza Federal                                                              | —                                  |
| Chaco               | - UCR                          | - PJ          | - PI          | - MID               | - Alianza Federal - Movimiento Línea Popular                                   | —                                  |
| Chubut              | - UCR                          | - PJ          | - PI          | - MID               | - Alianza Federal                                                              | —                                  |
| Córdoba             | - UCR                          | - PJ          | - PI          | - MID               | - Partido Demócrata                                                            | - Confederación Nacional de Centro |
| Corrientes          | - UCR                          | - PJ          | - PI          | - MID               | - Alianza Federal                                                              | —                                  |
| Entre Ríos          | - UCR                          | - PJ          | - PI          | - MID               | - Partido Demócrata de Entre Ríos - Movimiento Línea Popular - Partido Federal | - Confederación Nacional de Centro |
| Formosa             | - UCR                          | - PJ          | - PI          | - MID               | - Movimiento Línea Popular                                                     | —                                  |
| Jujuy               | - UCR                          | - PJ          | - PI          | - MID               | - Partido Federal                                                              | —                                  |
| La Pampa            | - UCR                          | - PJ          | - PI          | - MID               | —                                                                              | —                                  |
| La Rioja            | - UCR                          | - PJ          | - PI          | - MID               | - Alianza Federal                                                              | —                                  |
| Mendoza             | - UCR                          | - PJ          | - PI          | - MID               | - Partido Demócrata                                                            | - Confederación Nacional de Centro |
| Misiones            | - UCR                          | - PJ          | - PI          | - MID               | - Partido Federal                                                              | - UCEDE                            |
| Neuquén             | - UCR                          | - PJ          | - PI          | - MID               | —                                                                              | - Confederación Nacional de Centro |
| Río Negro           | - UCR                          | - PJ          | - PI          | - MID               | - Partido Federal                                                              | - Confederación Nacional de Centro |
| Salta               | - UCR                          | - PJ          | - PI          | - MID               | —                                                                              | —                                  |
| San Juan            | - UCR                          | - PJ          | - PI          | - MID               | - Alianza Federal                                                              | - Confederación Nacional de Centro |
| San Luis            | - UCR                          | - PJ          | - PI          | - MID               | - Alianza Federal                                                              | - Confederación Nacional de Centro |
| Santa Cruz          | - UCR                          | - PJ          | - PI          | - MID               | —                                                                              | —                                  |
| Santa Fe            | - UCR                          | - PJ          | - PI          | - MID               | - Partido Federal                                                              | - Confederación Nacional de Centro |
| Santiago del Estero | - UCR                          | - PJ          | - PI          | - MID               | - Alianza Federal                                                              | —                                  |
| Tierra del Fuego    | - UCR                          | - PJ          | - PI          | - MID               | - Alianza Federal                                                              | - UCEDE                            |
| Tucumán             | - UCR                          | - PJ          | - PI          | - MID               | - Partido Federal                                                              | - UCEDE - Partido de Centro        |
|                     |                                |               |               |                     |                                                                                |                                    |
| Distrito            | Martínez Raymonda/Balestra     | Cerro/Ponsati | Zamora/Díaz   | Estévez Boero/Rossi | Ramos/Colombo                                                                  | Flores/Guagnini                    |
| Distrito            | 16 provincias                  | 20 provincias | 16 provincias | 17 provincias       | 20 provincias                                                                  | 12 provincias                      |
| Buenos Aires        | - Alianza Demócrata Socialista | - PDC         | - MAS         | - PSP               | - FIP                                                                          | - Partido Obrero                   |
| Capital Federal     | - Alianza Demócrata Socialista | - PDC         | - MAS         | - PSP               | - FIP                                                                          | - Partido Obrero                   |
| Catamarca           | - PSD                          | - PDC         | - MAS         | —                   | —                                                                              | —                                  |
| Chaco               | - Alianza Demócrata Socialista | - PDC         | - MAS         | —                   | - FIP                                                                          | —                                  |
| Chubut              | - Alianza Demócrata Socialista | - PDC         | - MAS         | - PSP               | —                                                                              | - Partido Obrero                   |
| Córdoba             | - Alianza Demócrata Socialista | - PDC         | - MAS         | - PSP               | - FIP                                                                          | - Partido Obrero                   |
| Corrientes          | - PDP                          | - PDC         | —             | - PSP               | - FIP                                                                          | —                                  |
| Entre Ríos          | - Alianza Demócrata Socialista | - PDC         | —             | - PSP               | - FIP                                                                          | —                                  |
| Formosa             | - Alianza Demócrata Socialista | - PDC         | —             | - PSP               | —                                                                              | —                                  |
| Jujuy               | - PSD                          | —             | - MAS         | - PSP               | - FIP                                                                          | - Partido Obrero                   |
| La Pampa            | —                              | - PDC         | - MAS         | - PSP               | —                                                                              | —                                  |
| La Rioja            | —                              | - PDC         | - MAS         | —                   | - FIP                                                                          | —                                  |
| Mendoza             | - Alianza Demócrata Socialista | - PDC         | - MAS         | - PSP               | - FIP                                                                          | - Partido Obrero                   |
| Misiones            | —                              | - PDC         | —             | —                   | - FIP                                                                          | - Partido Obrero                   |
| Neuquén             | —                              | —             | - MAS         | —                   | - FIP                                                                          | - Partido Obrero                   |
| Río Negro           | - PDP                          | - PDC         | - MAS         | —                   | - FIP                                                                          | - Partido Obrero                   |
| Salta               | - Alianza Demócrata Socialista | - PDC         | —             | —                   | - FIP                                                                          | - Partido Obrero                   |
| San Juan            | —                              | - PDC         | - MAS         | - PSP               | - FIP                                                                          | —                                  |
| San Luis            | —                              | - PDC         | —             | - PSP               | - FIP                                                                          | —                                  |
| Santa Cruz          | - PDP                          | —             | - MAS         | - PSP               | - FIP                                                                          | - Partido Obrero                   |
| Santa Fe            | - Alianza Demócrata Socialista | - PDC         | - MAS         | - PSP               | - FIP                                                                          | - Partido Obrero                   |
| Santiago del Estero | —                              | —             | —             | - PSP               | - FIP                                                                          | —                                  |
| Tierra del Fuego    | —                              | - PDC         | —             | - PSP               | - FIP                                                                          | - Partido Obrero                   |
| Tucumán             | - Alianza Demócrata Socialista | - PDC         | - MAS         | - PSP               | - FIP                                                                          | - Partido Obrero                   |

### Boletas en Capital Federal

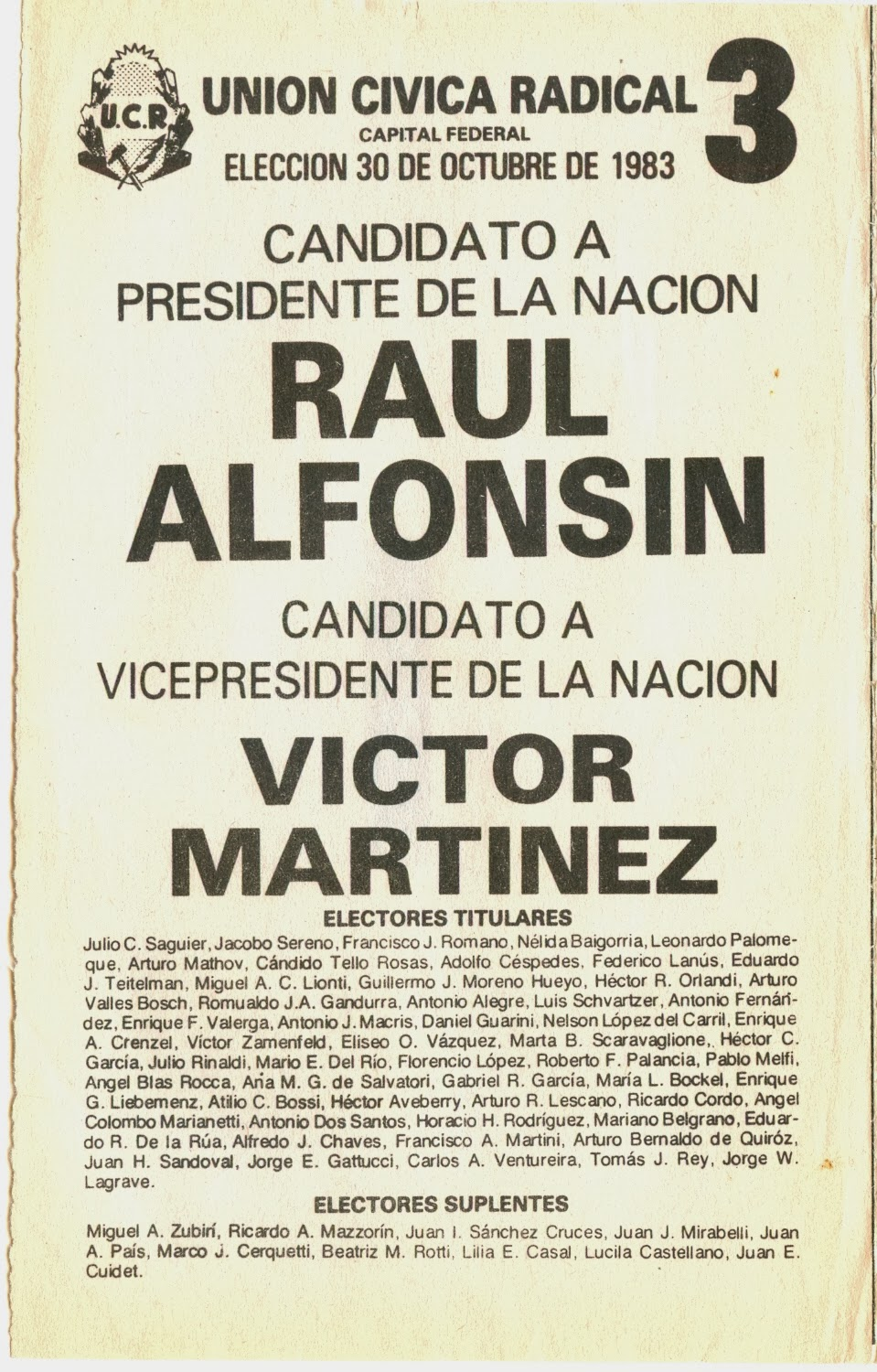
Unión Cívica Radical
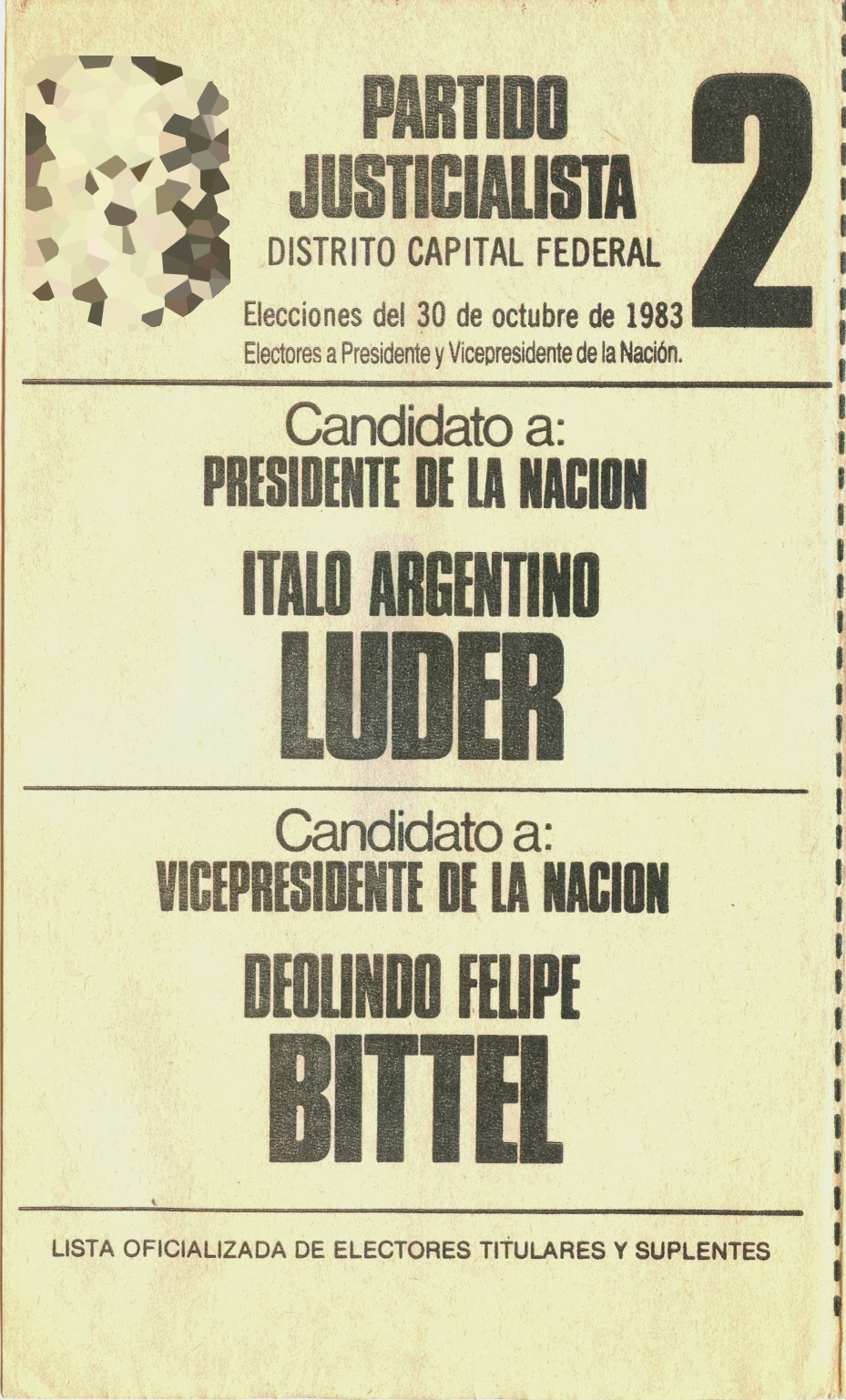
Partido Justicialista
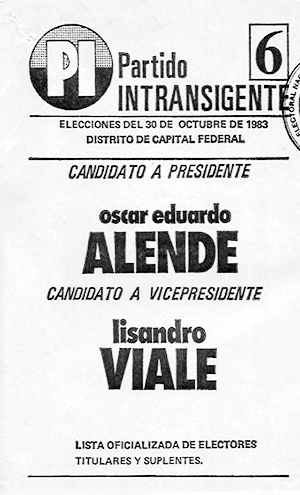
Partido Intransigente
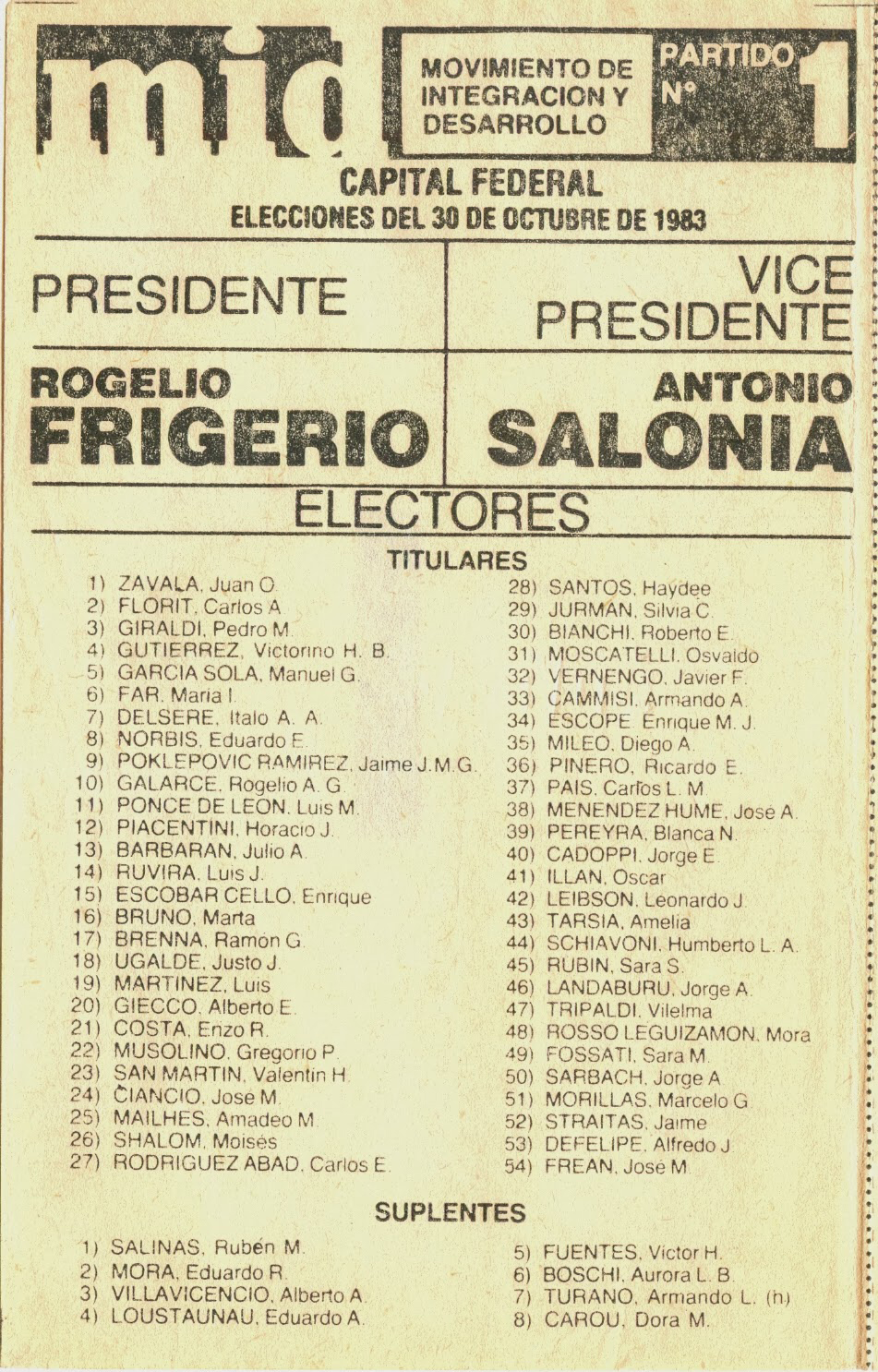
Movimiento de Integración y Desarrollo
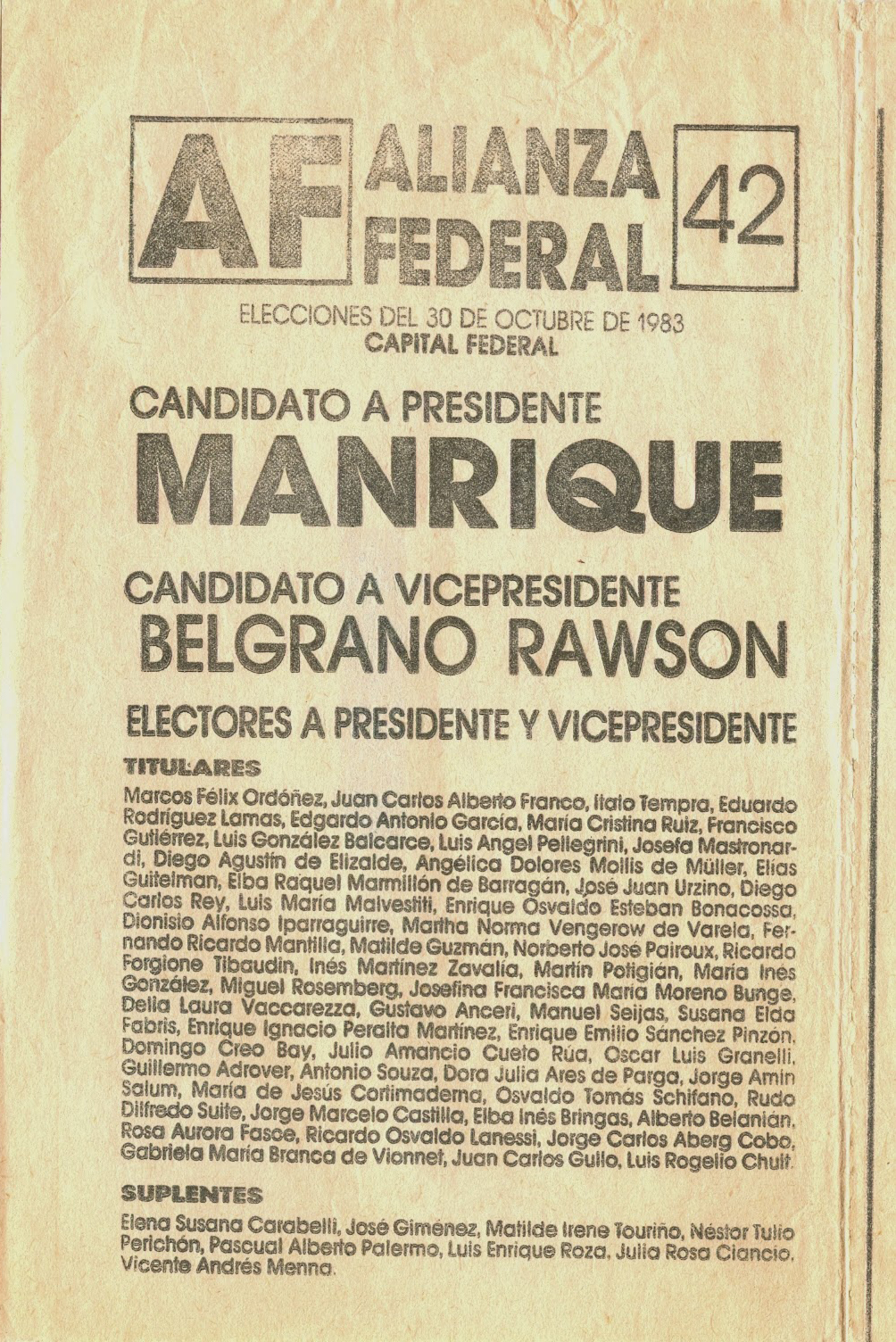
Alianza Federal
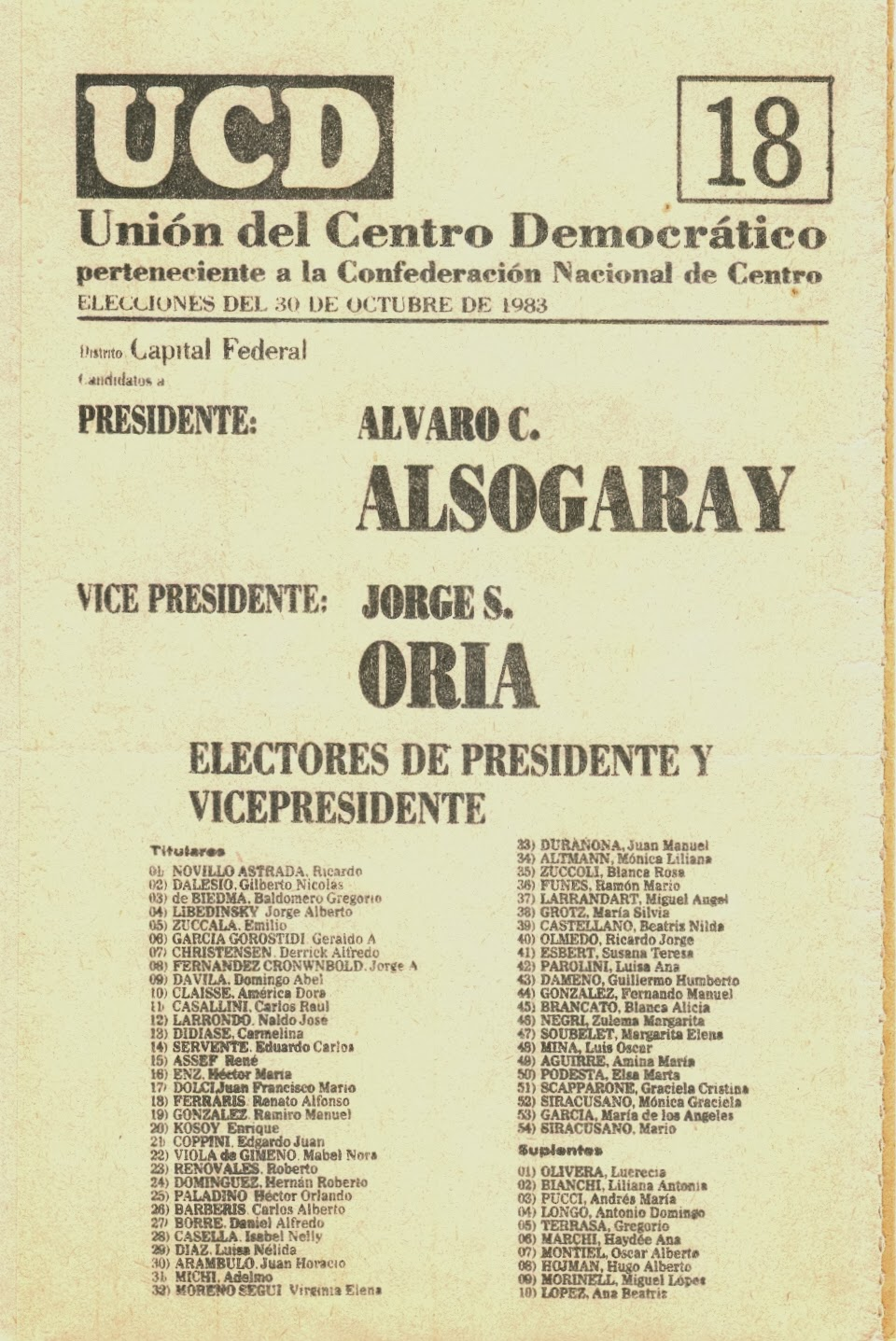
Unión del Centro Democrático
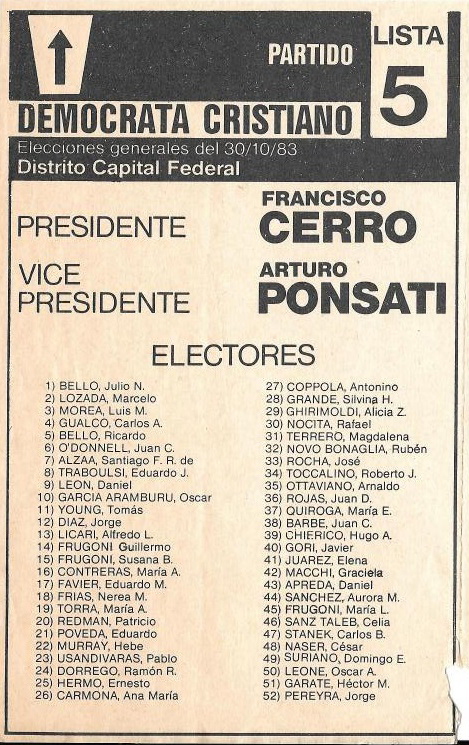
Partido Demócrata Cristiano
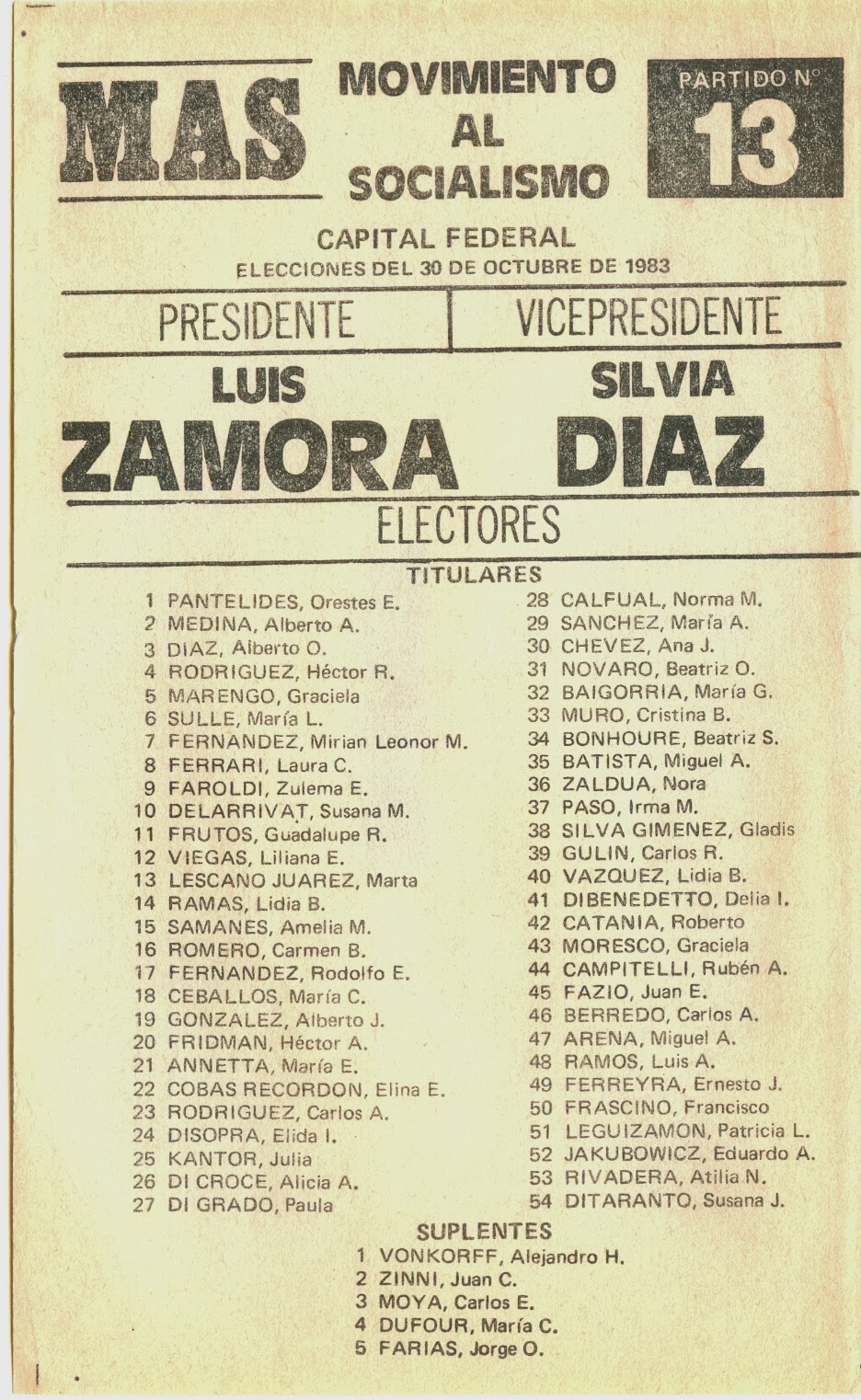
Movimiento al Socialismo
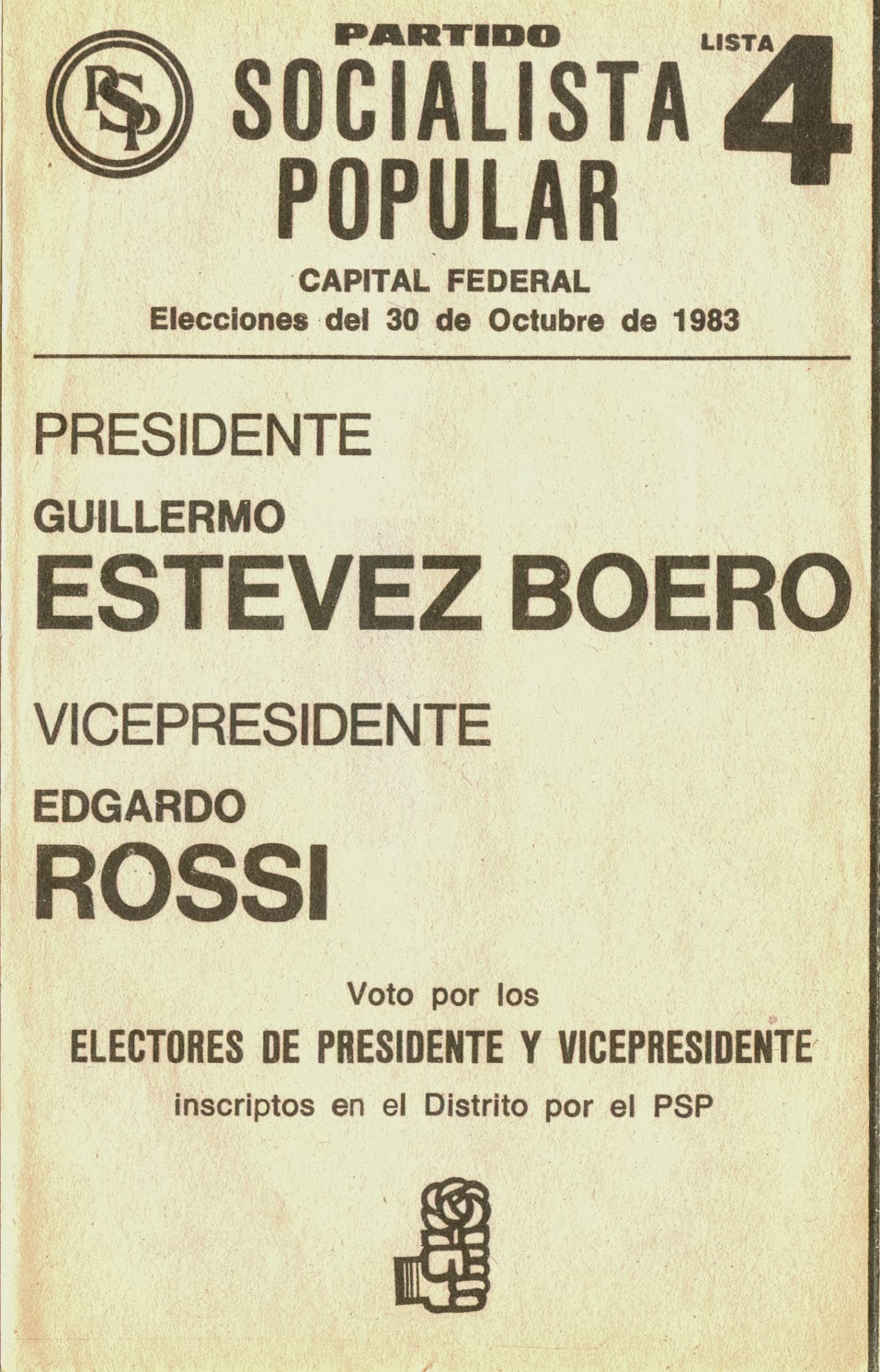
Partido Socialista Popular
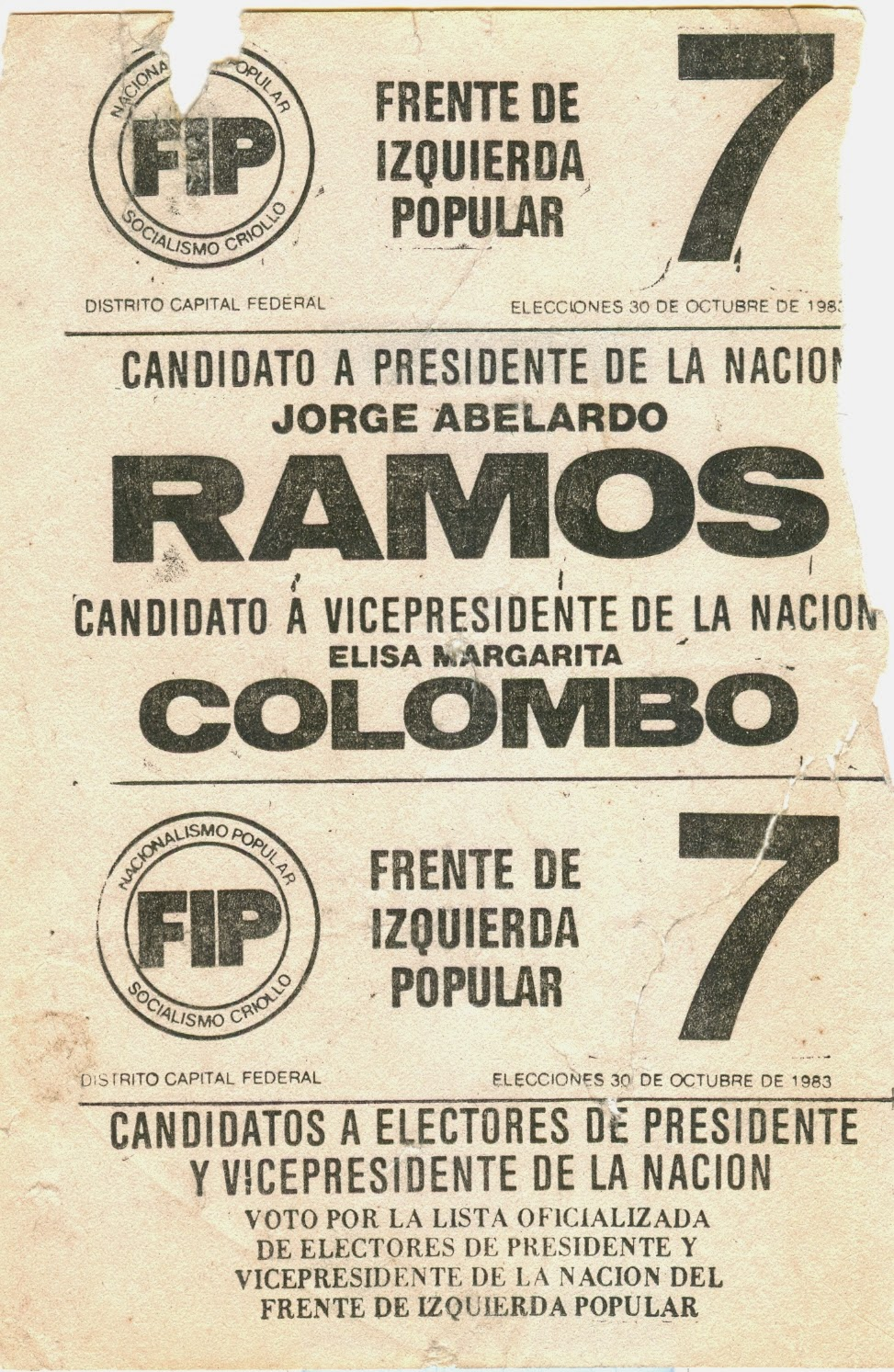
Frente de Izquierda Popular
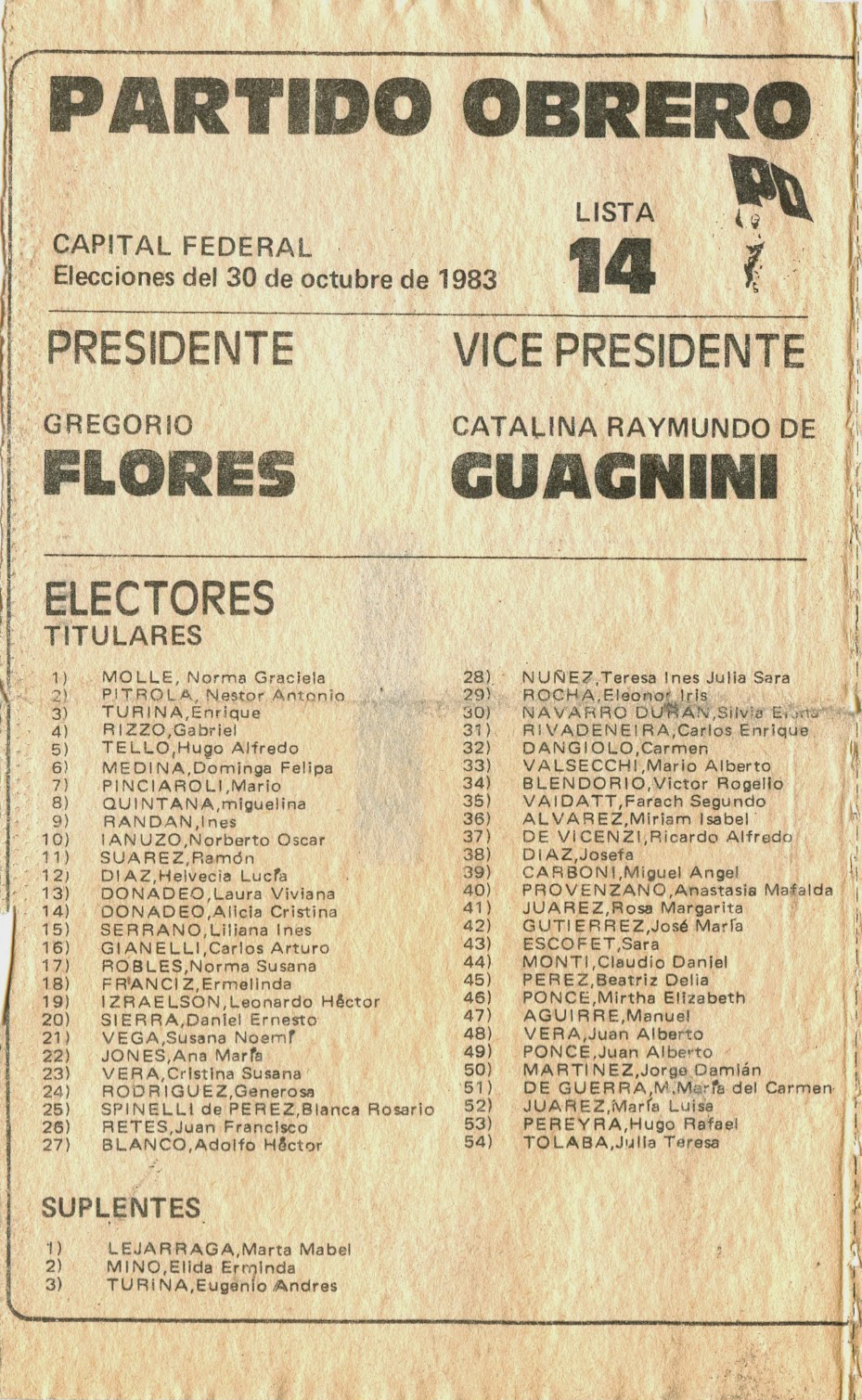
Partido Obrero

### Boletas en la Provincia de Buenos Aires

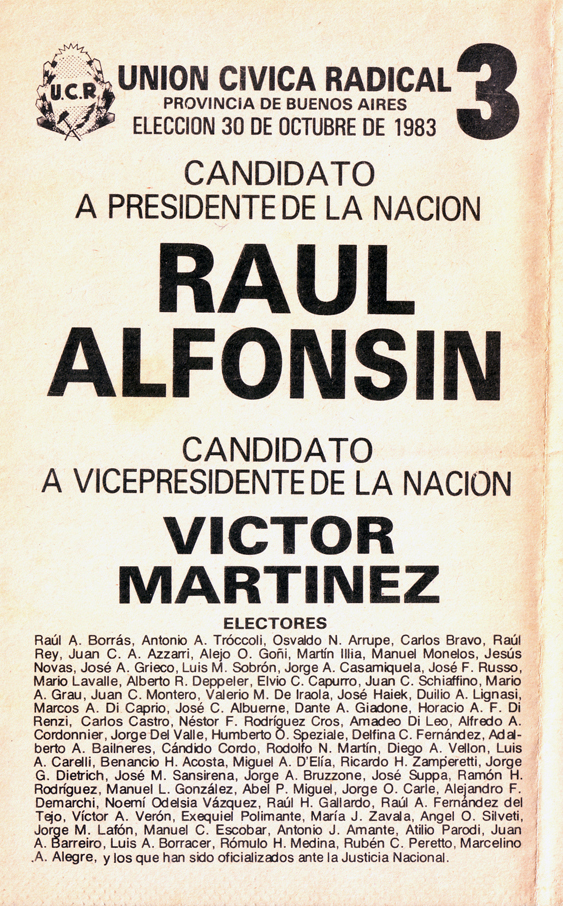
Unión Cívica Radical
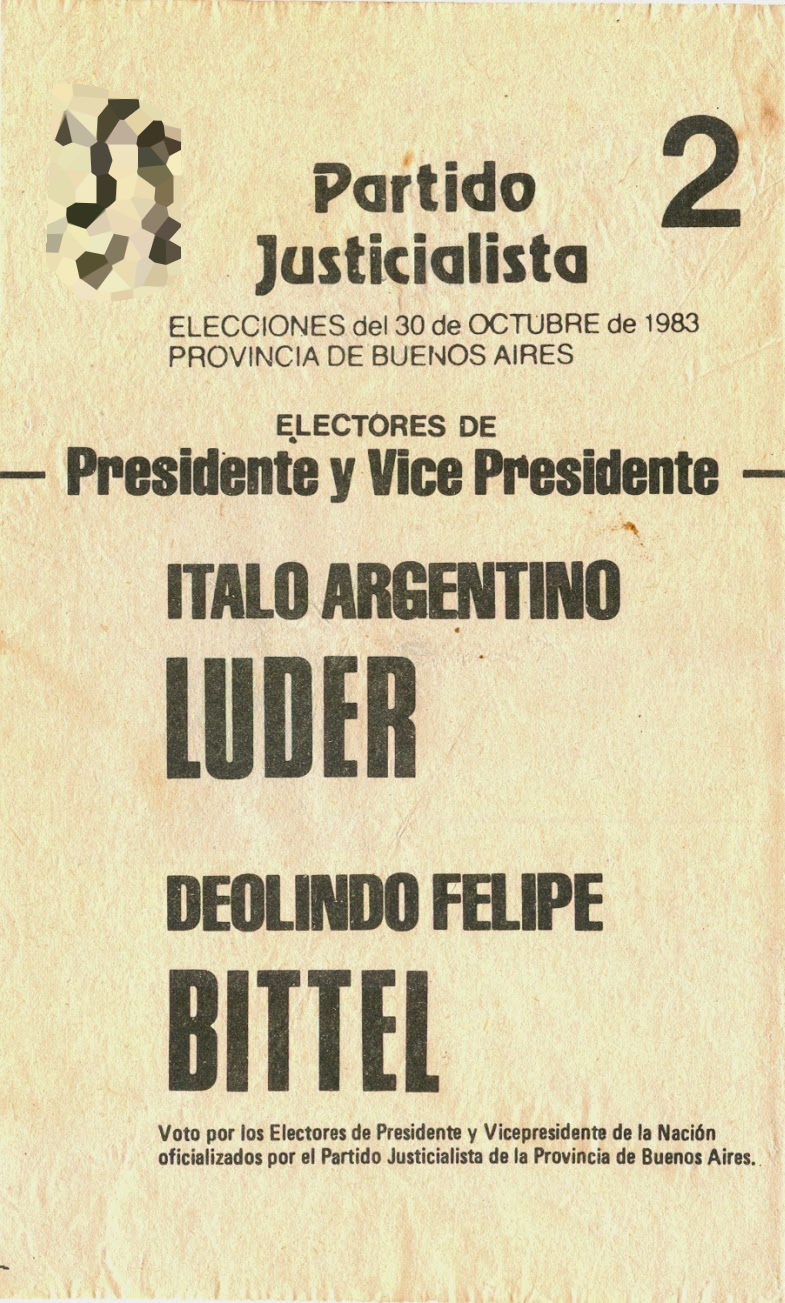
Partido Justicialista
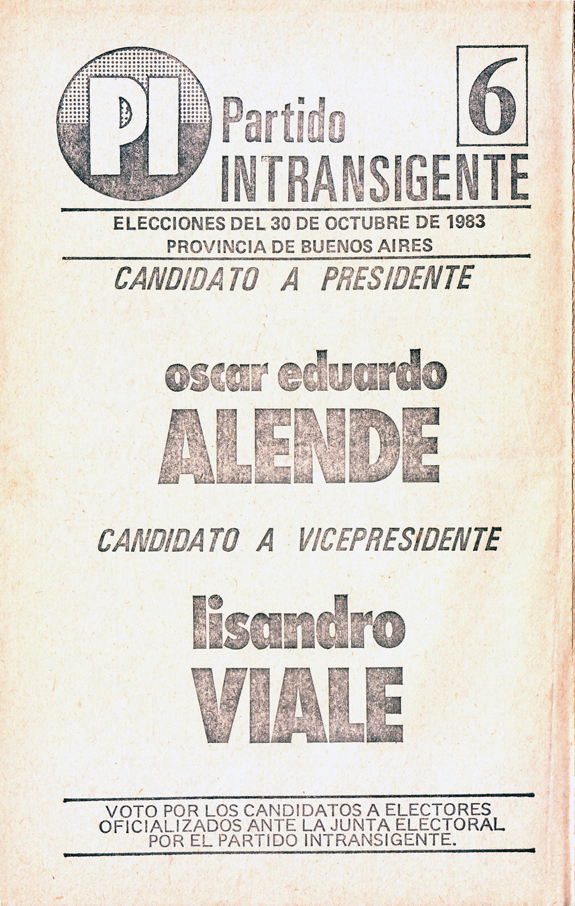
Partido Intransigente
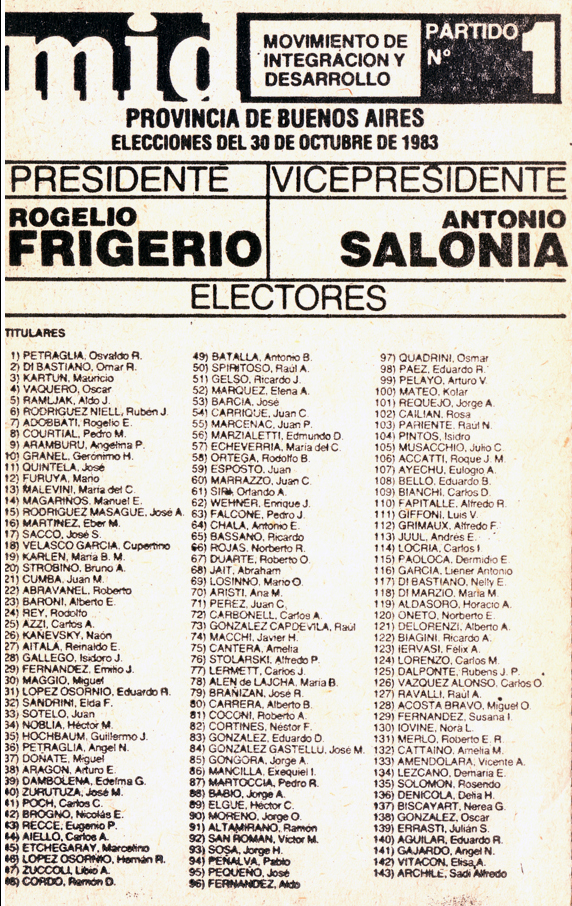
Movimiento de Integración y Desarrollo
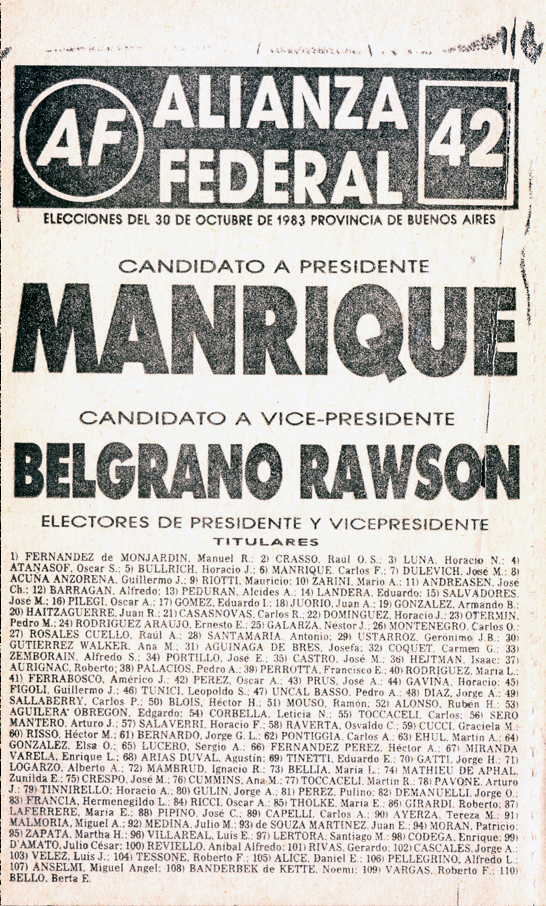
Alianza Federal
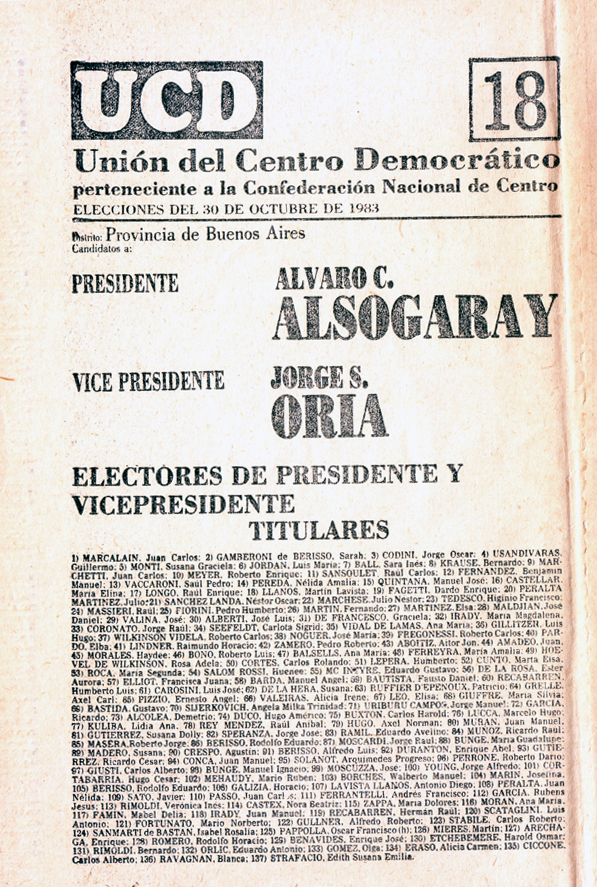
Unión del Centro Democrático
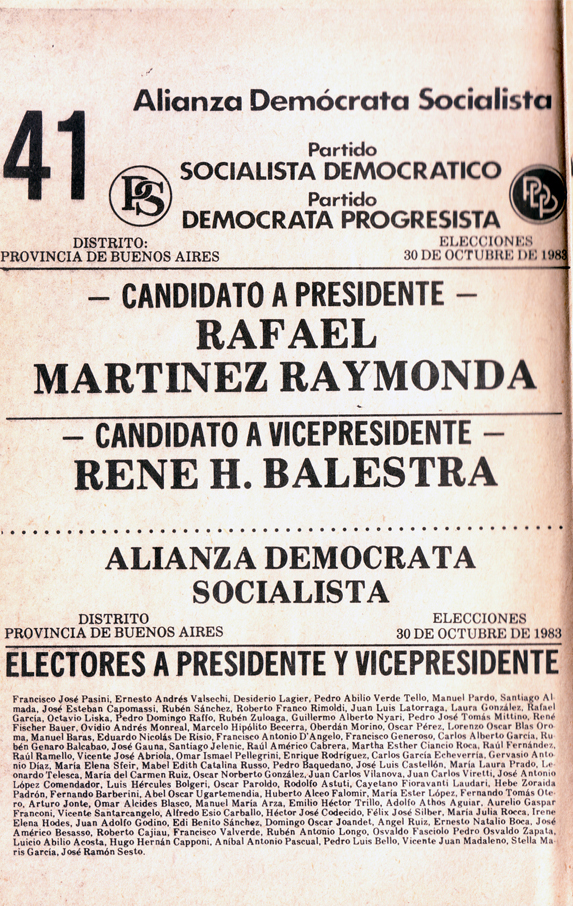
Alianza Demócrata Socialista
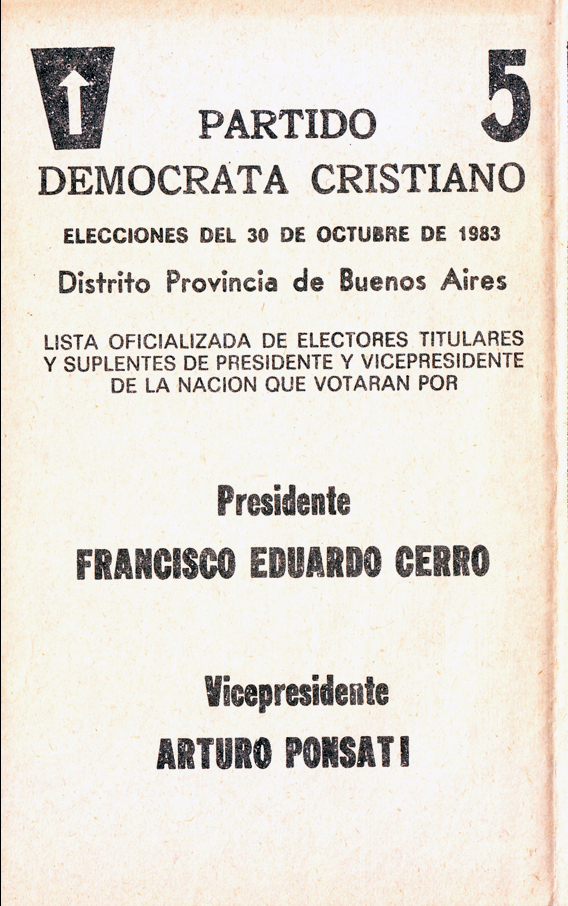
Partido Demócrata Cristiano
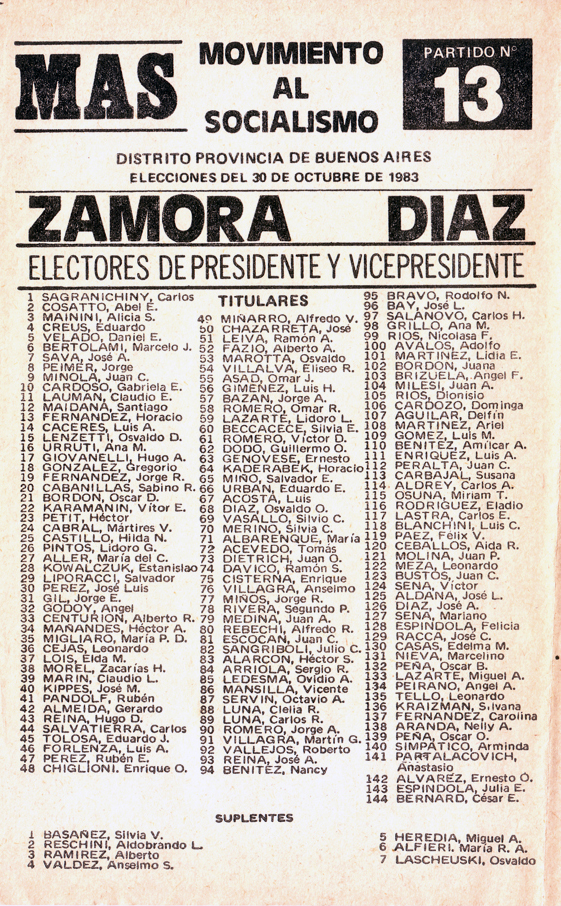
Movimiento al Socialismo
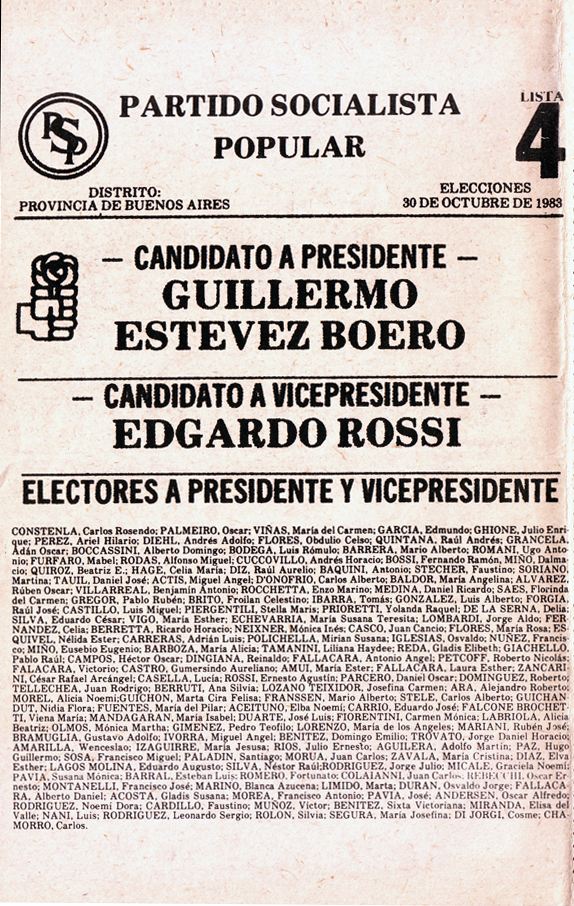
Partido Socialista Popular
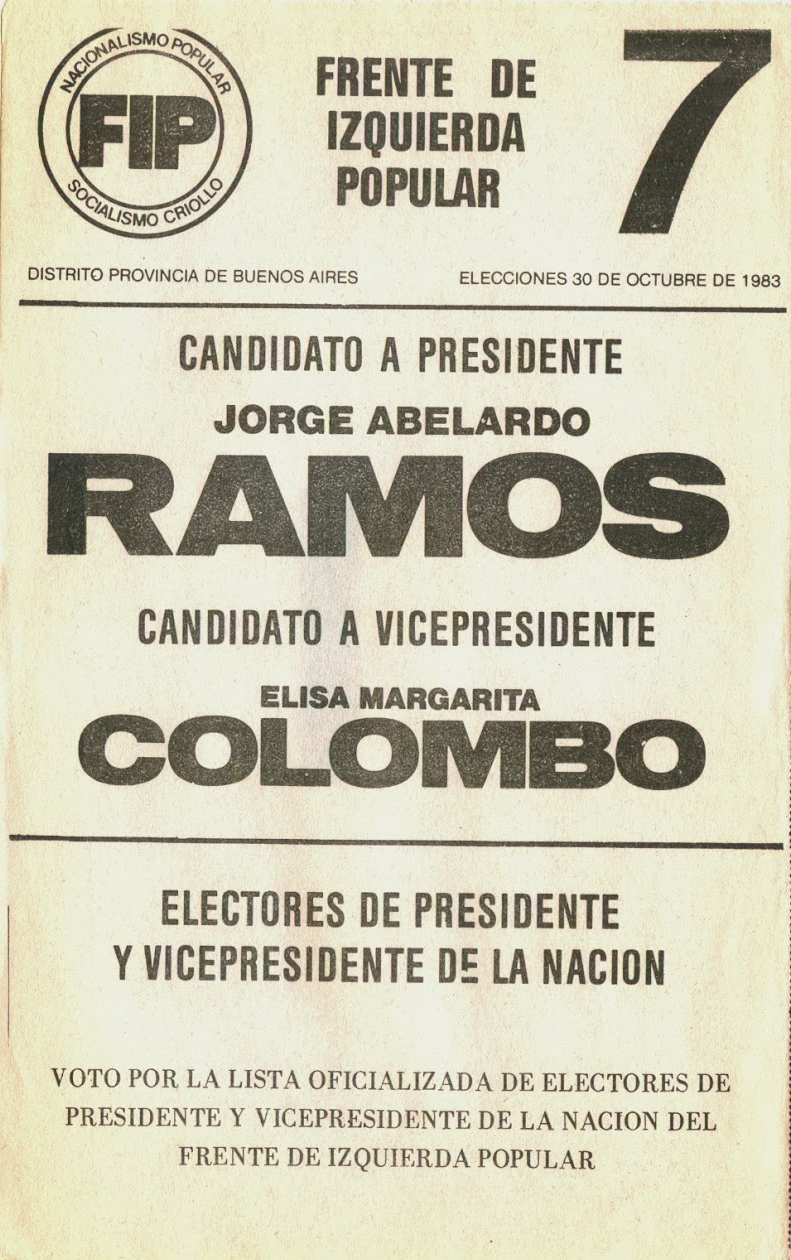
Frente de Izquierda Popular
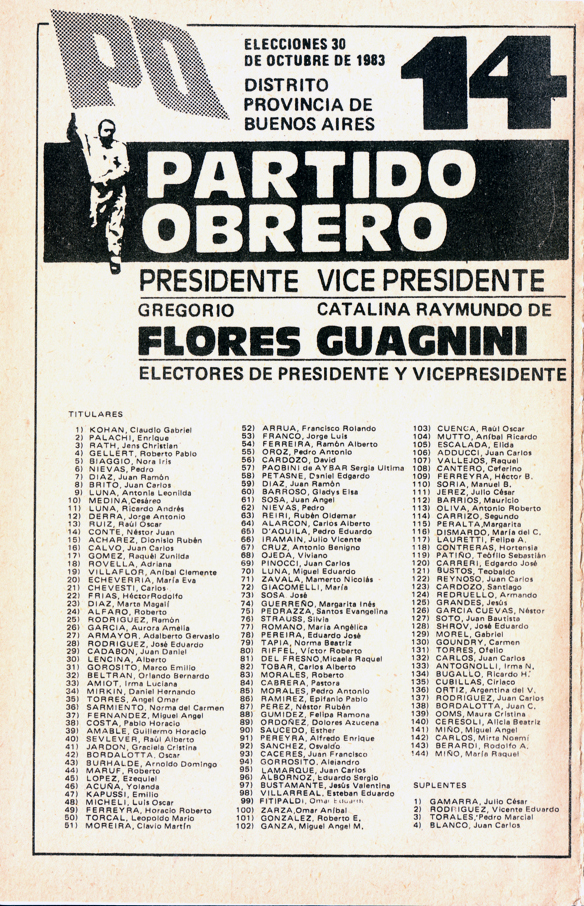
Partido Obrero

## Campaña
La elección se caracterizó por la ausencia de encuestas electorales que se pudieran considerar fiables. Dado que en el país no había todavía encuestadoras oficiales, la mayoría de los sondeos de opinión publicados entre agosto y octubre de 1983 se encontraban signados por profundas manipulaciones, en su mayoría en favor del candidato apoyado por las determinadas publicaciones. Lo único en lo que coincidieron plenamente era en que la elección estaba polarizada entre Ítalo Luder y Raúl Alfonsín. Incluso aquellas encuestas publicadas por el peronismo coincidían en que la candidatura de Alfonsín suponía un desafío nunca antes visto para el PJ, pues en ninguna la diferencia fue superior a los seis puntos.
La campaña electoral de Alfonsín se caracterizó por renovar los canales de la comunicación política en la Argentina. Ocho meses antes de la elección, Alfonsín contrató al publicista David Ratto para dirigir su campaña. Por entonces los partidos políticos argentinos solían restar importancia a la publicidad como método para lograr adhesión electoral y solía ser realizada por los propios dirigentes políticos. Contrarrestado por el tiempo, Alfonsín centró su estrategia de campaña en acusar a los justicialistas, que se habían negado a condenar la amnistía militar de Bignone, de disfrutar del apoyo tácito del dictador. Alfonsín disfrutó del valioso apoyo de varios intelectuales y artistas argentinos, entre ellos el dramaturgo Carlos Gorostiza, que ideó el lema del candidato de la UCR, «Ahora, Alfonsín». El equipo publicitario decidió personalizar la campaña, centrándola en la imagen del candidato y resaltando sus cualidades naturales. Destacaron, además del «Ahora, Alfonsín», otros lemas como «Juntos para que Argentina gane» y «El hombre que hace falta» o la imagen de un escudo con los colores de la bandera argentina y las iniciales «RA», correspondientes tanto a Raúl Alfonsín como a República Argentina. También fue importante el «saludo de Alfonsín», con la forma de un «abrazo a la distancia», que surgió del gesto que el propio Alfonsín tuvo en un acto en el Luna Park el 7 de diciembre de 1982, al juntar ambas manos junto a su cabeza.

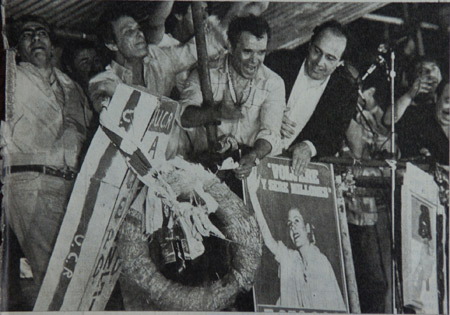
El dirigente justicialista Herminio Iglesias quema un ataúd con las siglas "UCR" en su cierre de campaña el 28 de octubre de 1983. Durante un largo tiempo se consideró esta acción violenta como un detonante para la aplastante victoria de Alfonsín.

Luder, por su parte, consciente de las tensiones intrapartidarias, limitó sus anuncios de campaña y retórica en gran parte a una evocación del fundador del Partido Justicialista, el fallecido Juan Domingo Perón. Su campaña fue considerada por historiadores como Luis Alberto Romero como "falta de convicción", destacando un incidente en el que el candidato a vicepresidente, Deolindo Bittel, durante un discurso público en el que hacía referencias a elegir entre "dependencia o liberación", se confundió y afirmó que el justicialismo optaría por la dependencia. La campaña peronista sufrió varias modificaciones a medida que el apoyo a Alfonsín crecía entre el electorado, dividiéndose entre quienes consideraban preferible personalizar la campaña en torno a Luder y quienes preferían limitarse a defender los votos tradicionales del peronismo.
El candidato del Partido Intransigente, Oscar Alende, fue el único líder partidario que rechazó el diálogo entre los partidos políticos y la dictadura. Fuerte opositor a la autoamnistía militar, Alende se comprometió a enjuiciar a todos los militares que habían cometido violaciones a los derechos humanos, sin adjudicar niveles de responsabilidad. Al mismo tiempo, sus discursos se basaban en un rechazo casi absoluto a la deuda externa contraída por el régimen de facto, declarando fervientemente que dicha deuda era ilegal y que el gobierno electo no debía pagarla.
El conservador Francisco Manrique, que había sido el tercer candidato más votado en las elecciones presidenciales de marzo y septiembre de 1973, y que de hecho había sido el tercer candidato (no peronista ni radical) más exitoso hasta el momento, se presentaba nuevamente como candidato de la Alianza Federal, sucesora de su anterior coalición, la Alianza Popular Federalista. Entre sus propuestas, muy similares a las que había presentado en 1973, se encontraba liberalizar la economía y otorgar mayor autonomía a las provincias. Sin embargo, la popularidad de dicha alianza se veía minada por su apoyo a la dictadura, con la figura más grande de la Alianza, la Fuerza Federalista Popular (FUFEPO), habiendo afirmado en 1981 que su propósito era servir como partido de la dictadura militar. Las fracturas que sufrió la FUFEPO como consecuencia de sus alianzas distritales con otros partidos también fue un problema para la Alianza Federal, y para el propio candidato.
Otro candidato conservador destacado fue Álvaro Alsogaray, de la Unión del Centro Democrático, que había conformado una coalición conocida como Confederación Nacional de Centro, solo pudo realizar pequeñas alianzas a nivel distrital, y como consecuencia el conservadurismo se vio dividido en estas elecciones, además de estar muy deslegitimado debido a que varios de sus principales dirigentes habían sido funcionarios o aliados de los sucesivos gobiernos militares.

Acto de cierre de campaña de Alfonsín en la Avenida 9 de Julio.

El 26 de octubre de 1983, tan solo cuatro días antes de las elecciones, la Unión Cívica Radical convocó a un masivo acto de cierre de campaña en la Avenida 9 de Julio, la calle más ancha de Buenos Aires. Al momento de la convocatoria, seguía extendida en los medios y en la población la idea de que el justicialismo ganaría las elecciones, pero el acto de cierre del radicalismo fue considerado sorpresivamente exitoso por el altísimo número de asistentes. A día de hoy, las cifras varían según los medios y las fuentes, pero se estima que asistieron entre 500.000 y 1.500.000 personas, siendo esta última la cifra estimada por los propios organizadores. Alfonsín dio un discurso llamando a la tolerancia, la no violencia y resaltando los valores de la libertad y la democracia, finalizándolo al recitar parte del Preámbulo de la Constitución de la Nación Argentina, que el candidato describió como una suerte de "rezo laico".

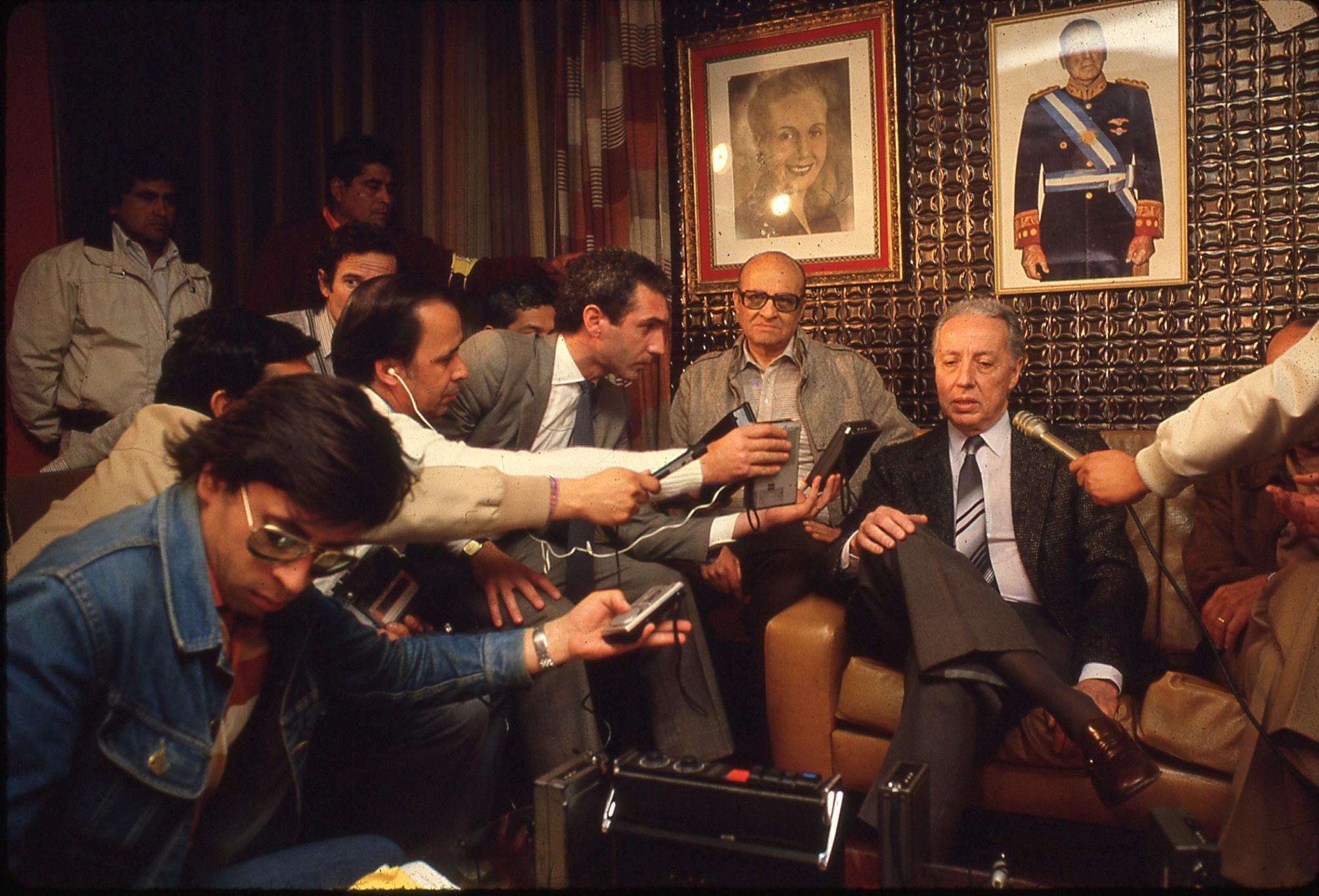
Ítalo Luder, el candidato del Peronismo, responde las preguntas que le realizan los periodistas de distintos medios. Foto: Revista Gente

En contraste con la campaña pacífica impulsada por Alfonsín, dos días antes de los comicios y en respuesta al concurrido acto radical, el Partido Justicialista realizó otro acto masivo para el cierre de su campaña, de concurrencia similar al del radicalismo y en el que Luder estuvo presente. Durante el mismo el candidato justicialista a Gobernador de la importante provincia de Buenos Aires (que era la más poblada del país y albergaba al 38% del electorado), Herminio Iglesias, prendió fuego un ataúd con las siglas de la UCR y una corona mortuoria en presencia de aproximadamente medio millón de asistentes y ante la mirada de millones de personas que lo veían por televisión. Esto, sumado a las sospechas de un apoyo no declarado de Luder a la autoamnistía militar, generó en gran parte de la población recuerdos amargos del gobierno de Isabel Perón y la violencia contra la izquierda, y fue considerado posteriormente como un posible aliciente para la victoria de la UCR en las elecciones nacionales. Sin embargo, a día de hoy, la mayoría de los analistas políticos consideran que Alfonsín habría triunfado de todas formas, aunque se cree que las acciones de Iglesias contribuyeron a lo aplastante de su triunfo.
La noche del 29 de octubre, durante la veda electoral y pocas horas antes de los comicios, el presidente de facto Bignone emitió un último mensaje en Cadena Nacional en el que declaró: "Las elecciones generales que se llevarán a cabo en pocas horas más entrañan un verdadero desafío cívico que la Historia nos plantea a todos los argentinos. Que las raíces de la democracia sean cada vez más sólidas y profundas en nuestra sociedad" y afirmó que los comicios se realizarían alejados de "toda sospecha de parcialidad o favoritismo hacia los protagonistas de nuestro futuro institucional, los partidos políticos".

## Resultados

### Nivel general

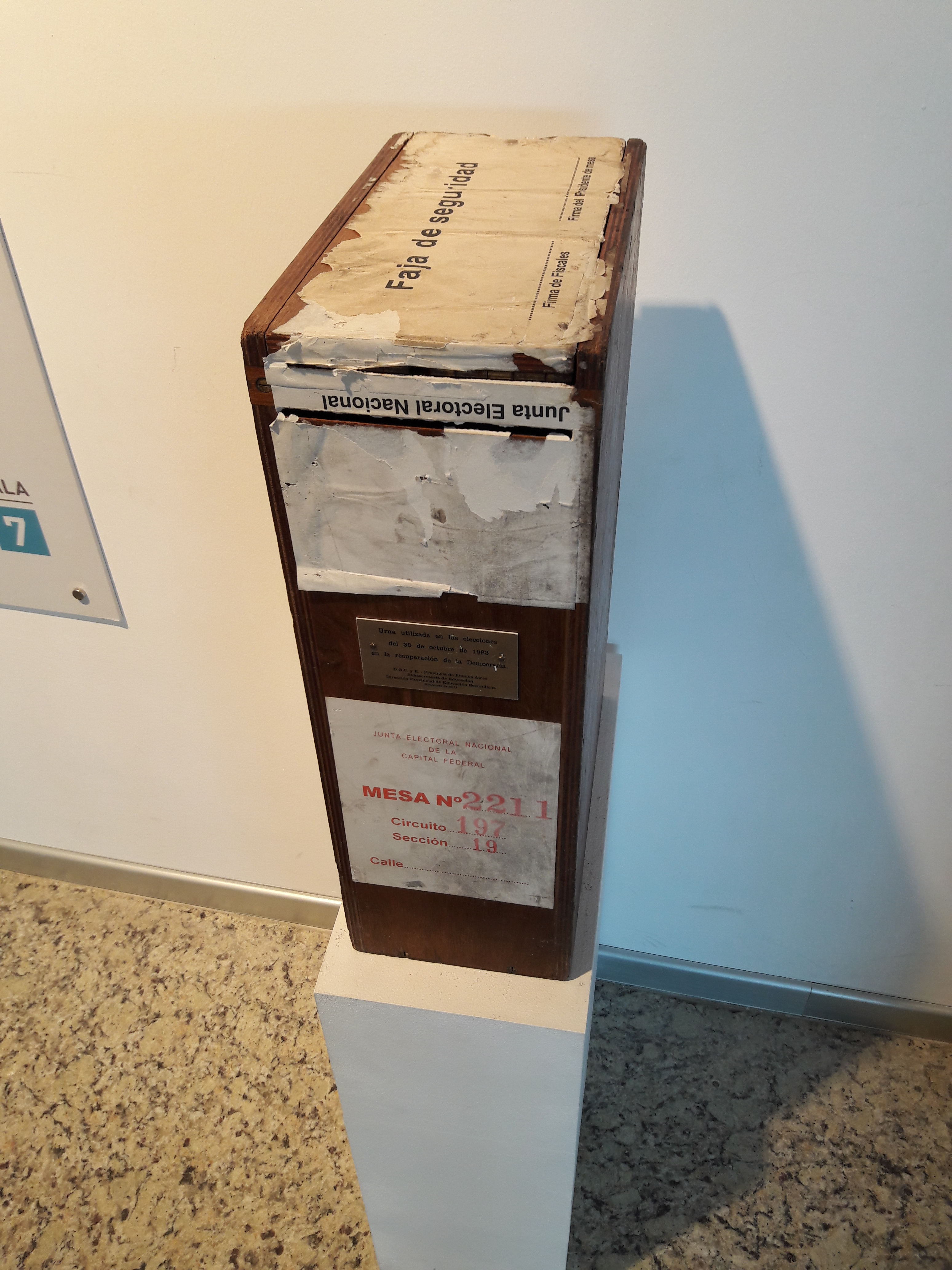
Urna de las elecciones de 1983 utilizada en la Ciudad de Buenos Aires.

La elección resultó en un triunfo amplio y sorpresivo para la fórmula Alfonsín-Martínez, de la Unión Cívica Radical, que obtuvo el 51,75% de los votos positivos y una mayoría absoluta de 317 electores, garantizándose la consagración de Alfonsín como presidente en el Colegio Electoral sin necesidad de pactar con otras fuerzas políticas. La fórmula Luder-Bittel, del Partido Justicialista, se ubicó en el segundo puesto con el 40,16% de los votos y 259 electores. La UCR venció en las elecciones presidenciales en dieciséis de los veinticuatro distritos electorales, incluyendo en la crucial provincia de Buenos Aires, depositaria del 38% del electorado, donde obtuvo una diferencia abrumadora y contribuyó a la elección como gobernador de Alejandro Armendáriz. Se impuso también en la Capital Federal, Catamarca, Córdoba, Chubut, Corrientes, Entre Ríos, La Pampa, Mendoza, Misiones, Neuquén, Río Negro, San Juan, San Luis, Santa Fe, y el Territorio Nacional de la Tierra del Fuego, Antártida e Islas del Atlántico Sur (este último que eligió por primera vez presidente mediante el sistema indirecto). La hegemonía justicialista se limitó en general al extremo norte del país, imponiéndose Luder en Chaco (provincia natal de Bittel), Formosa, Jujuy, La Rioja, Salta, Santiago del Estero, Tucumán, y la sureña Santa Cruz, único distrito del sur donde no se impuso el radicalismo.
Incluso teniendo en cuenta la expansión del electorado por el paso del tiempo (diez años desde la anterior elección con 3.625.911 votantes nuevos desde septiembre de 1973), el viraje a favor del radicalismo en detrimento del peronismo fue notorio: Alfonsín obtuvo 4.818.840 votos más que Ricardo Balbín en septiembre de 1973, y un crecimiento porcentual del 27,33%, mientras que Luder sufrió una pérdida de 1.363.737 de votos más una caída porcentual de 21,69% con respecto al resultado logrado por Juan Domingo Perón. La desaparición fáctica de una formación conservadora coherente como la Alianza Popular Federalista (que obtuvo el 12,19% en septiembre de 1973) pudo jugar también a favor de Alfonsín. Numerosos análisis históricos posteriores en general coinciden en que los nuevos votos para el alfonsinismo, además del electorado de clase media tradicionalmente radical, pudieron provenir tanto de ciudadanos jóvenes (muchos de los cuales votaban por primera vez), como de peronistas descontentos, así como de antiperonistas conservadores que lo consideraban el único candidato capaz de derrotar al PJ.
En general, se consideró a la derrota justicialista como una anomalía y muchos de los hitos electorales marcados por la victoria de Alfonsín no se han vuelto a repetir, sobre todo en el plano provincial. Fue la última vez que un candidato no peronista se impuso en Misiones (hasta que Javier Milei triunfó en la Tierra Colorada en la primera y segunda vuelta de los comicios de 2023) en y lo más cerca que ha estado un postulante ajeno al PJ de triunfar en Santiago del Estero (con 7,96 puntos de diferencia), y que estaría de hacerlo en La Rioja hasta la victoria de Mauricio Macri en la segunda vuelta de 2015. El radicalismo obtuvo su mejor resultado en la Capital Federal con un 64,26% y el más bajo en la provincia de Corrientes con un 33,84% (a pesar de que de todas formas también se impuso allí por la presencia de los partidos Autonomista y Liberal, que generaron una competencia a cuatro bandas), mientras que el justicialismo obtuvo su mayor victoria en la La Rioja (provincia natal de Isabel Perón y de donde provendría el siguiente presidente por el partido, Carlos Menem) con un 55,52% y su peor resultado fue en Neuquén, con un 22,20%.

Ítalo Luder pone su voto en la urna, el 30 de octubre de 1983.

La elección fue casi completamente polarizada, acaparando el radicalismo y el peronismo un 91,91% de los votos positivos, y destruyendo las expectativas de las terceras fuerzas. La mayor polarización se registró en Misiones, con el PJ y la UCR recogiendo el 97,35% de los votos y con una diferencia entre ambos de menos de dos puntos porcentuales, mientras que la menor polarización fue en Corrientes con un 62,22%. El Partido Intransigente, que en marzo de 1973 había obtenido el 7,43% de los votos en alianza con otros partidos y también con Alende como candidato, vio reducido su alcance al 2,33%, si bien logró llegar a un tercer puesto por el desplome del conservadurismo, y obtuvo solo dos electores por Capital Federal. El Movimiento de Integración y Desarrollo, que presentaba a Rogelio Julio Frigerio, se ubicó en el cuarto puesto con el 1,19% y obtuvo también dos electores en la provincia de Formosa. En general, el MID obtuvo mejores resultados electorales que el PI a nivel provincial, obteniendo representación parlamentaria en varias legislaturas provinciales, la mayoría en distritos de pequeño tamaño.
Fuera de Alende y Frigerio, ninguna otra formación con fórmula presidencial definida fuera del PJ y la UCR obtuvo electores y las 20 bancas restantes en el cuerpo se repartieron entre fuerzas de alcance provincial, la mayoría antiguas escisiones del radicalismo (el Movimiento Federalista Pampeano con dos electores, el Movimiento Popular Jujeño con dos y el Partido Bloquista de San Juan con cuatro) y el peronismo (el Movimiento Popular Neuquino con cuatro electores, y el Partido Tres Banderas de Santiago del Estero con un elector). Con su imagen pública muy afectada por lo sucesos ocurridos durante la dictadura militar, y la relación que muchos de sus dirigentes políticos tenían con ella, la derecha y la centroderecha conservadora vieron su caudal electoral diezmado ante el giro bipartidista del electorado, siendo el espacio político más afectado por el crecimiento electoral del radicalismo. Además de haberse visto dividido en tres candidaturas distintas (Francisco Manrique por la Alianza Federal, Álvaro Alsogaray por la Confederación Nacional de Centro, y Rafael Martínez Raymonda por la alianza Demócrata-Socialista), ninguno de los postulantes conservadores superó el punto porcentual de votos ni obtuvo representación en el Colegio Electoral. Solo dos fuerzas de carácter derechista, el Partido Renovador de Salta del exgobernador de facto Roberto Ulloa, y el Pacto Autonomista - Liberal de Corrientes, ninguno de los cuales presentaba un candidato presidencial, estuvieron representadas.
La izquierda política, que había sufrido numerosas pérdidas materiales y humanas durante la dictadura, también vio reducida su presencia electoral, de por sí muy pequeña en Argentina por el acaparamiento del peronismo de la mayor parte del voto obrero, al que se le sumó la llegada de Alfonsín, cuyo proyecto socialdemócrata atrajo muchos apoyos de la clase media urbana del país. Se vio también afectada por la división, con cuatro candidatos (Luis Zamora del Movimiento al Socialismo, Guillermo Estévez Boero del Partido Socialista Popular, Jorge Abelardo Ramos del Frente de Izquierda Popular, y Gregorio Flores del Partido Obrero), ninguno de los cuales tuvo un buen desempeño. Influyó también el cambio del sistema electoral directo por uno indirecto, pues muchas formaciones no tuvieron los recursos para presentar candidaturas en todo el país. Los cuatro postulantes juntos obtuvieron únicamente el 0,61% de los votos. El FIP, que apoyando la candidatura de Perón en septiembre de 1973 había sumado 889.727 adhesiones (7,48%), redujo su caudal a 14.093 votos (0,10%). La otra formación nacional que presentó una fórmula fue el Partido Demócrata Cristiano (PDC), que no presentaba un candidato presidencial propio desde 1963, y postuló a Francisco Eduardo Cerro (su candidato a vicepresidente en la elección previamente mencionada), que obtuvo solo el 0,31% de los votos.
| Fórmula                        | Fórmula                             | Partido o alianza                   | Partido o alianza                      | Partido o alianza                      | Voto popular | Voto popular | Voto electoral | Voto electoral |
| Presidente                     | Vicepresidente                      | Partido o alianza                   | Partido o alianza                      | Partido o alianza                      | Votos        | %            | Votos          | %              |
| ------------------------------ | ----------------------------------- | ----------------------------------- | -------------------------------------- | -------------------------------------- | ------------ | ------------ | -------------- | -------------- |
| Raúl Alfonsín                  | Víctor Martínez                     |                                     | Unión Cívica Radical                   | Unión Cívica Radical                   | 7.724.559    | 51,75        | 317            | 52,83          |
| Ítalo Luder                    | Deolindo Bittel                     |                                     | Partido Justicialista                  | Partido Justicialista                  | 5.995.402    | 40,16        | 259            | 43,17          |
| Oscar Alende                   | Mirto Lisandro Viale                |                                     | Partido Intransigente                  | Partido Intransigente                  | 347.654      | 2,33         | 2              | 0,33           |
| Rogelio Julio Frigerio         | Antonio Salonia                     |                                     | Movimiento de Integración y Desarrollo | Movimiento de Integración y Desarrollo | 177.426      | 1,19         | 2              | 0,33           |
| Francisco Manrique             | Guillermo Belgrano Rawson           |                                     |                                        | Alianza Federal                        | 59.045       | 0,40         |                |                |
| Francisco Manrique             | Guillermo Belgrano Rawson           |                                     | Partido Demócrata de Mendoza           | 17.192                                 | 0,12         |              |                |                |
| Francisco Manrique             | Guillermo Belgrano Rawson           |                                     | Partido Demócrata de Córdoba           | 12.232                                 | 0,08         |              |                |                |
| Francisco Manrique             | Guillermo Belgrano Rawson           |                                     | Partido Federal                        | 8.129                                  | 0,05         |              |                |                |
| Francisco Manrique             | Guillermo Belgrano Rawson           |                                     | Movimiento Línea Popular               | 6.365                                  | 0,04         |              |                |                |
| Francisco Manrique             | Guillermo Belgrano Rawson           |                                     | Partido Demócrata de Entre Ríos        | 4.225                                  | 0,03         |              |                |                |
| Francisco Manrique             | Guillermo Belgrano Rawson           | Total Manrique - Rawson             | Total Manrique - Rawson                | Total Manrique - Rawson                | 107.188      | 0,72         |                |                |
| No presentó candidatos         |                                     | Pacto Autonomista - Liberal         | Pacto Autonomista - Liberal            | 104.052                                | 0,70         | 6            | 1,00           |                |
| Álvaro Alsogaray               | Jorge Salvador Oría                 |                                     |                                        | Unión del Centro Democrático           | 52.526       | 0,35         |                |                |
| Álvaro Alsogaray               | Jorge Salvador Oría                 |                                     | Confederación Nacional de Centro       | 8.736                                  | 0,06         |              |                |                |
| Álvaro Alsogaray               | Jorge Salvador Oría                 |                                     | Partido de Centro                      | 1.592                                  | 0,01         |              |                |                |
| Álvaro Alsogaray               | Jorge Salvador Oría                 | Total Alsogaray - Oría              | Total Alsogaray - Oría                 | Total Alsogaray - Oría                 | 62.854       | 0,42         |                |                |
| No presentó candidatos         |                                     | Partido Bloquista                   | Partido Bloquista                      | 58.038                                 | 0,39         | 4            | 0,67           |                |
| Rafael Martínez Raymonda (PDP) | René H. Balestra (PSD)              |                                     |                                        | Alianza Demócrata Socialista           | 47.692       | 0,32         |                |                |
| Rafael Martínez Raymonda (PDP) | René H. Balestra (PSD)              |                                     | Partido Demócrata Progresista          | 2.227                                  | 0,01         |              |                |                |
| Rafael Martínez Raymonda (PDP) | René H. Balestra (PSD)              |                                     | Partido Socialista Democrático         | 265                                    | 0,00         |              |                |                |
| Rafael Martínez Raymonda (PDP) | René H. Balestra (PSD)              | Total Martínez Raymonda - Balestra  | Total Martínez Raymonda - Balestra     | Total Martínez Raymonda - Balestra     | 50.184       | 0,34         |                |                |
| Francisco Eduardo Cerro        | Arturo Ponsati                      |                                     | Partido Demócrata Cristiano            | Partido Demócrata Cristiano            | 46.544       | 0,31         |                |                |
| Luis Zamora                    | Silvia Díaz                         |                                     | Movimiento al Socialismo               | Movimiento al Socialismo               | 42.500       | 0,28         |                |                |
| No presentó candidatos         | No presentó candidatos              |                                     | Movimiento Popular Neuquino            | Movimiento Popular Neuquino            | 30.546       | 0,20         | 4              | 0,67           |
|                                | Partido Tres Banderas               | Partido Tres Banderas               | 22.583                                 | 0,15                                   | 1            | 0,17         |                |                |
|                                | Movimiento Popular Jujeño           | Movimiento Popular Jujeño           | 22.303                                 | 0,15                                   | 2            | 0,33         |                |                |
| Guillermo Estévez Boero (PSP)  | Edgardo Rossi (PSCh)                |                                     |                                        | Partido Socialista Popular             | 21.177       | 0,14         |                |                |
| Guillermo Estévez Boero (PSP)  | Edgardo Rossi (PSCh)                |                                     | Partido Socialista del Chaco           | 2.289                                  | 0,02         |              |                |                |
| Guillermo Estévez Boero (PSP)  | Edgardo Rossi (PSCh)                | Total Estévez Boero - Rossi         | Total Estévez Boero - Rossi            | 23.466                                 | 0,16         |              |                |                |
| No presentó candidatos         | No presentó candidatos              |                                     | Partido Renovador de Salta             | Partido Renovador de Salta             | 18.844       | 0,13         | 1              | 0,17           |
|                                | Movimiento Federalista Pampeano     | Movimiento Federalista Pampeano     | 15.298                                 | 0,10                                   | 2            | 0,33         |                |                |
| Jorge Abelardo Ramos           | Elisa Margarita Colombo             |                                     | Frente de Izquierda Popular            | Frente de Izquierda Popular            | 14.093       | 0,10         |                |                |
| Gregorio Flores                | Catalina Guagnini                   |                                     | Partido Obrero                         | Partido Obrero                         | 13.067       | 0,09         |                |                |
| No presentó candidatos         | No presentó candidatos              |                                     | Vanguardia Federal                     | Vanguardia Federal                     | 12.373       | 0,08         |                |                |
|                                | Cruzada Renovadora                  | Cruzada Renovadora                  | 5.539                                  | 0,04                                   |              |              |                |                |
|                                | Movimiento Popular Catamarqueño     | Movimiento Popular Catamarqueño     | 4.464                                  | 0,03                                   |              |              |                |                |
|                                | Movimiento Línea Popular            | Movimiento Línea Popular            | 4.044                                  | 0,03                                   |              |              |                |                |
|                                | Movimiento Popular Salteño          | Movimiento Popular Salteño          | 3.197                                  | 0,02                                   |              |              |                |                |
|                                | Alianza Salteña                     | Alianza Salteña                     | 3.089                                  | 0,02                                   |              |              |                |                |
|                                | Partido Conservador Principista     | Partido Conservador Principista     | 3.000                                  | 0,02                                   |              |              |                |                |
|                                | Movimiento de Unidad Chaqueña       | Movimiento de Unidad Chaqueña       | 2.853                                  | 0,02                                   |              |              |                |                |
|                                | La Voz del Pueblo                   | La Voz del Pueblo                   | 2.753                                  | 0,02                                   |              |              |                |                |
|                                | Partido Acción Chubutense           | Partido Acción Chubutense           | 2.640                                  | 0,02                                   |              |              |                |                |
|                                | Alianza Popular                     | Alianza Popular                     | 2.568                                  | 0,02                                   |              |              |                |                |
|                                | Partido Provincial Rionegrino       | Partido Provincial Rionegrino       | 1.113                                  | 0,01                                   |              |              |                |                |
|                                | Unión Popular                       | Unión Popular                       | 934                                    | 0,01                                   |              |              |                |                |
|                                | Partido Socialista Auténtico        | Partido Socialista Auténtico        | 585                                    | 0,00                                   |              |              |                |                |
|                                | Partido Renovador de la Provincia   | Partido Renovador de la Provincia   | 448                                    | 0,00                                   |              |              |                |                |
|                                | Partido Demócrata de Catamarca      | Partido Demócrata de Catamarca      | 401                                    | 0,00                                   |              |              |                |                |
|                                | Movimiento Nacionalista             | Movimiento Nacionalista             | 394                                    | 0,00                                   |              |              |                |                |
|                                | Defensa Provincial - Bandera Blanca | Defensa Provincial - Bandera Blanca | 264                                    | 0,00                                   |              |              |                |                |
|                                | Partido para la Democracia Social   | Partido para la Democracia Social   | 257                                    | 0,00                                   |              |              |                |                |
|                                | Partido Conservador Popular         | Partido Conservador Popular         | 13                                     | 0,00                                   |              |              |                |                |
| Votos positivos                | Votos positivos                     | Votos positivos                     | Votos positivos                        | Votos positivos                        | 14.927.512   | 97,25        |                |                |
| Votos en blanco                | Votos en blanco                     | Votos en blanco                     | Votos en blanco                        | Votos en blanco                        | 334.946      | 2,18         |                |                |
| Votos anulados                 | Votos anulados                      | Votos anulados                      | Votos anulados                         | Votos anulados                         | 87.728       | 0,57         |                |                |
| Participación                  | Participación                       | Participación                       | Participación                          | Participación                          | 15.350.186   | 85,61        |                |                |
| Abstenciones                   | Abstenciones                        | Abstenciones                        | Abstenciones                           | Abstenciones                           | 2.579.765    | 14,39        |                |                |
| Electores registrados          | Electores registrados               | Electores registrados               | Electores registrados                  | Electores registrados                  | 17.929.951   | 100          |                |                |
| Fuentes:                       |                                     |                                     |                                        |                                        |              |              |                |                |

### Resultados por distrito
| Provincias ganadas por la Unión Cívica Radical (16) |
| Provincias ganadas por el Partido Justicialista (8) |

|                     |     | Alfonsín/Martínez (UCR) | Alfonsín/Martínez (UCR) | Alfonsín/Martínez (UCR) | Luder/Bittel (PJ) | Luder/Bittel (PJ) | Luder/Bittel (PJ) | Alende/Viale (PI) | Alende/Viale (PI) | Alende/Viale (PI) | Frigerio/Salonia (MID) | Frigerio/Salonia (MID) | Frigerio/Salonia (MID) | Otros partidos | Otros partidos | Otros partidos | Blancos/Nulos | Blancos/Nulos | Participación | Participación |
| Distrito            | El. | Votos                   | %                       | El.                     | Votos             | %                 | El.               | Votos             | %                 | El.               | Votos                  | %                      | El.                    | Votos          | %              | El.            | Votos         | %             | Votos         | %             |
| ------------------- | --- | ----------------------- | ----------------------- | ----------------------- | ----------------- | ----------------- | ----------------- | ----------------- | ----------------- | ----------------- | ---------------------- | ---------------------- | ---------------------- | -------------- | -------------- | -------------- | ------------- | ------------- | ------------- | ------------- |
| Buenos Aires        | 144 | 2.878.858               | 51,41                   | 79                      | 2.364.585         | 42,23             | 65                | 181.488           | 3,24              | –                 | 47.004                 | 0,84                   | –                      | 356.099        | 2,28           | –              | 127.607       | 2,77          | 5.759.215     | 87,69         |
| Capital Federal     | 54  | 1.269.352               | 64,26                   | 37                      | 540.389           | 27,36             | 15                | 88.480            | 4,48              | 2                 | 14.480                 | 0,73                   | –                      | 62.556         | 3,17           | –              | 33.422        | 1,66          | 2.008.679     | 85,78         |
| Catamarca           | 14  | 48.595                  | 46,79                   | 7                       | 45.329            | 43,65             | 7                 | 602               | 0,58              | –                 | 805                    | 0,78                   | –                      | 8.526          | 8,20           | –              | 3.762         | 3,50          | 107.619       | 81,34         |
| Chaco               | 18  | 153.971                 | 46,55                   | 9                       | 158.721           | 47,98             | 9                 | 1.391             | 0,42              | –                 | 7.141                  | 2,16                   | –                      | 9.556          | 2,89           | –              | 10.656        | 3,12          | 341.436       | 75,90         |
| Chubut              | 14  | 56.912                  | 50,85                   | 8                       | 46.400            | 41,46             | 6                 | 1.957             | 1,75              | –                 | 2.362                  | 2,11                   | –                      | 4.281          | 3,82           | –              | 5.167         | 4,41          | 117.079       | 80,63         |
| Córdoba             | 40  | 791.470                 | 56,22                   | 23                      | 561.954           | 39,92             | 17                | 12.245            | 0,87              | –                 | 13.078                 | 0,93                   | –                      | 29.089         | 2,06           | –              | 33.381        | 2,32          | 1.441.217     | 88,35         |
| Corrientes          | 18  | 112.216                 | 33,84                   | 7                       | 94.105            | 28,38             | 5                 | 2.467             | 0,74              | –                 | 11.662                 | 3,52                   | –                      | 111.117        | 33,51          | 6              | 8.232         | 2,42          | 339.799       | 77,26         |
| Entre Ríos          | 22  | 251.811                 | 49,53                   | 12                      | 224.778           | 44,21             | 10                | 7.558             | 1,49              | –                 | 7.949                  | 1,56                   | –                      | 16.301         | 3,21           | –              | 11.769        | 2,26          | 520.166       | 83,70         |
| Formosa             | 14  | 45.065                  | 37,20                   | 5                       | 54.660            | 45,12             | 7                 | 560               | 0,46              | –                 | 16.680                 | 13,77                  | 2                      | 4.188          | 3,46           | –              | 5.369         | 4,24          | 126.522       | 75,92         |
| Jujuy               | 16  | 61.173                  | 35,46                   | 6                       | 84.051            | 48,72             | 8                 | 877               | 0,51              | –                 | 1.421                  | 0,82                   | –                      | 24.979         | 14,48          | 2              | 8.852         | 4,88          | 181.353       | 84,32         |
| La Pampa            | 14  | 50.753                  | 41,38                   | 6                       | 50.138            | 40,88             | 6                 | 1.922             | 1,57              | –                 | 3.294                  | 2,69                   | –                      | 16.540         | 13,48          | 2              | 5.350         | 4,18          | 127.997       | 89,52         |
| La Rioja            | 14  | 35.534                  | 41,04                   | 6                       | 48.073            | 55,52             | 8                 | 462               | 0,53              | –                 | 1.588                  | 1,83                   | –                      | 925            | 1,08           | –              | 9.285         | 9,69          | 95.867        | 89,31         |
| Mendoza             | 24  | 368.484                 | 57,81                   | 15                      | 233.035           | 36,56             | 9                 | 6.073             | 0,95              | –                 | 7.233                  | 1,13                   | –                      | 22.566         | 3,55           | –              | 11.680        | 1,80          | 649.071       | 86,63         |
| Misiones            | 18  | 118.676                 | 49,56                   | 9                       | 114.454           | 47,79             | 9                 | 738               | 0,31              | –                 | 3.885                  | 1,62                   | –                      | 1.717          | 0,72           | –              | 11.359        | 4,53          | 250.829       | 80,15         |
| Neuquén             | 14  | 48.279                  | 45,31                   | 7                       | 23.653            | 22,20             | 3                 | 2.114             | 1,98              | –                 | 904                    | 0,85                   | –                      | 31.594         | 29,66          | 4              | 6.006         | 5,34          | 112.550       | 86,80         |
| Río Negro           | 14  | 84.226                  | 53,57                   | 8                       | 62.801            | 39,94             | 6                 | 2.868             | 1,82              | –                 | 2.616                  | 1,66                   | –                      | 4.725          | 3,01           | –              | 10.447        | 6,23          | 167.683       | 85,84         |
| Salta               | 18  | 135.398                 | 44,62                   | 8                       | 137.369           | 45,27             | 9                 | 1.340             | 0,44              | –                 | 1.774                  | 0,58                   | –                      | 27.537         | 9,08           | 1              | 7.677         | 2,47          | 311.095       | 80,07         |
| San Juan            | 16  | 98.916                  | 40,23                   | 7                       | 75.368            | 30,65             | 5                 | 2.152             | 0,88              | –                 | 2.940                  | 1,20                   | –                      | 66.505         | 27,04          | 4              | 4.724         | 1,89          | 250.605       | 86,40         |
| San Luis            | 14  | 58.723                  | 48,58                   | 8                       | 50.095            | 41,44             | 6                 | 549               | 0,45              | –                 | 4.434                  | 3,67                   | –                      | 7.075          | 5,86           | –              | 4.138         | 3,31          | 125.014       | 84,99         |
| Santa Cruz          | 14  | 19.077                  | 44,01                   | 7                       | 22.324            | 51,50             | 7                 | 668               | 1,54              | –                 | 844                    | 1,95                   | –                      | 437            | 1,01           | –              | 1.850         | 4,09          | 45.200        | 82,22         |
| Santa Fe            | 42  | 719.186                 | 50,21                   | 23                      | 615.007           | 42,94             | 19                | 26.835            | 1,87              | –                 | 20.519                 | 1,43                   | –                      | 50.672         | 3,89           | –              | 47.401        | 3,20          | 1.479.620     | 88,28         |
| Santiago del Estero | 18  | 109.012                 | 40,57                   | 8                       | 130.411           | 48,53             | 9                 | 1.146             | 0,43              | –                 | 1.106                  | 0,41                   | –                      | 27.030         | 10,06          | 1              | 8.794         | 3,17          | 277.499       | 69,89         |
| Tierra del Fuego    | 4   | 5.410                   | 50,40                   | 2                       | 4.180             | 38,94             | 2                 | 406               | 3,78              | –                 | 329                    | 3,07                   | –                      | 409            | 3,81           | –              | 3.166         | 22,78         | 13.900        | 90,56         |
| Tucumán             | 22  | 203.462                 | 41,55                   | 10                      | 253.522           | 51,78             | 12                | 2.756             | 0,56              | –                 | 3.378                  | 0,69                   | –                      | 26.539         | 5,42           | –              | 10.514        | 2,10          | 500.171       | 81,67         |
| Total               | 600 | 7.724.559               | 51,75                   | 317                     | 5.995.402         | 40,16             | 259               | 347.654           | 2,33              | 2                 | 177.426                | 1,19                   | 2                      | 682.471        | 4,57           | 20             | 422.674       | 2,75          | 15.350.186    | 85,61         |

## Resultados del Colegio Electoral
Los colegios electorales se reunieron el 28 de noviembre de 1983, en cada una de las capitales provinciales y en la Ciudad de Buenos Aires, proclamando ganadores a Raúl Alfonsín y Víctor Martínez. El 7 de diciembre de 1983 la Asamblea Legislativa, la Cámara de Diputados y el Senado, dio la aprobación definitiva de las elecciones.
| Candidato a Presidente         | Partido            | Partido                                | Votos Electorales |
| ------------------------------ | ------------------ | -------------------------------------- | ----------------- |
| Raúl Alfonsín                  |                    | Unión Cívica Radical                   | 336               |
| Ítalo Luder                    |                    | Partido Justicialista                  | 247               |
| Oscar Alende                   |                    | Partido Intransigente                  | 2                 |
| Rogelio Julio Frigerio         |                    | Movimiento de Integración y Desarrollo | 2                 |
| María Estela Martínez de Perón |                    | Partido Justicialista                  | 1                 |
| Total de votos                 | Total de votos     | Total de votos                         | 588               |
| No votaron                     | No votaron         | No votaron                             | 12                |
| Total de electores             | Total de electores | Total de electores                     | 600               |

| Candidato a Vicepresidente | Partido            | Partido                                | Votos Electorales |
| -------------------------- | ------------------ | -------------------------------------- | ----------------- |
| Víctor Martínez            |                    | Unión Cívica Radical                   | 336               |
| Deolindo Bittel            |                    | Partido Justicialista                  | 247               |
| Mirto Lisandro Viale       |                    | Partido Intransigente                  | 2                 |
| Antonio Salonia            |                    | Movimiento de Integración y Desarrollo | 2                 |
| Total de votos             | Total de votos     | Total de votos                         | 587               |
| No votaron                 | No votaron         | No votaron                             | 13                |
| Total de electores         | Total de electores | Total de electores                     | 600               |

### Resultados por provincia
| Provincia           | Presidente | Presidente | Presidente | Presidente | Presidente  |          | Vicepresidente | Vicepresidente | Vicepresidente | Vicepresidente | Vicepresidente |  | No votaron |
| Provincia           | Alfonsín   | Luder      | Alende     | Frigerio   | M. de Perón | Martínez | Bittel         | Viale          | Salonia        | Abstención     |                |  | No votaron |
| ------------------- | ---------- | ---------- | ---------- | ---------- | ----------- | -------- | -------------- | -------------- | -------------- | -------------- | -------------- |  | ---------- |
| Buenos Aires        | 79         | 64         |            |            |             |          | 79             | 64             |                |                |                |  | 1          |
| Capital Federal     | 37         | 14         | 2          |            |             | 37       | 14             | 2              |                |                | 1              |  |            |
| Catamarca           | 7          | 6          |            |            |             | 7        | 6              |                |                |                | 1              |  |            |
| Chaco               | 9          | 9          |            |            |             | 9        | 9              |                |                |                |                |  |            |
| Chubut              | 8          | 5          |            |            |             | 8        | 5              |                |                |                | 1              |  |            |
| Córdoba             | 23         | 16         |            |            | 1           | 23       | 16             |                |                | 1              |                |  |            |
| Corrientes          | 13         | 4          |            |            |             | 13       | 4              |                |                |                | 1              |  |            |
| Entre Ríos          | 12         | 10         |            |            |             | 12       | 10             |                |                |                |                |  |            |
| Formosa             | 5          | 7          |            | 2          |             | 5        | 7              |                | 2              |                |                |  |            |
| Jujuy               | 8          | 8          |            |            |             | 8        | 8              |                |                |                |                |  |            |
| La Pampa            | 8          | 6          |            |            |             | 8        | 6              |                |                |                |                |  |            |
| La Rioja            | 6          | 8          |            |            |             | 6        | 8              |                |                |                |                |  |            |
| Mendoza             | 15         | 9          |            |            |             | 15       | 9              |                |                |                |                |  |            |
| Misiones            | 9          | 8          |            |            |             | 9        | 8              |                |                |                | 1              |  |            |
| Neuquén             | 11         | 3          |            |            |             | 11       | 3              |                |                |                |                |  |            |
| Río Negro           | 8          | 5          |            |            |             | 8        | 5              |                |                |                | 1              |  |            |
| Salta               | 9          | 9          |            |            |             | 9        | 9              |                |                |                |                |  |            |
| San Juan            | 11         | 5          |            |            |             | 11       | 5              |                |                |                |                |  |            |
| San Luis            | 8          | 6          |            |            |             | 8        | 6              |                |                |                |                |  |            |
| Santa Cruz          | 7          | 6          |            |            |             | 7        | 6              |                |                |                | 1              |  |            |
| Santa Fe            | 23         | 17         |            |            |             | 23       | 17             |                |                |                | 2              |  |            |
| Santiago del Estero | 8          | 8          |            |            |             | 8        | 8              |                |                |                | 2              |  |            |
| Tierra del Fuego    | 2          | 2          |            |            |             | 2        | 2              |                |                |                |                |  |            |
| Tucumán             | 10         | 12         |            |            |             | 10       | 12             |                |                |                |                |  |            |
| Total               | 336        | 247        | 2          | 2          | 1           |          | 336            | 247            | 2              | 2              | 1              |  | 12         |
| Fuente:             |            |            |            |            |             |          |                |                |                |                |                |  |            |

## Reacciones internacionales
La mayoría de los gobiernos latinoamericanos aclamaron la restauración democrática en Argentina, y felicitaron a Alfonsín por su victoria, mientras que los países aún gobernados por dictaduras militares guardaron silencio. El presidente de Brasil, Joao Baptista da Oliveira Figueiredo, quien dirigía la transición hacia un gobierno civil en su propio país, declaró: "la amistad entre el pueblo brasileño y argentino será aún más fuerte y la cooperación entre nuestros países se intensificará". La dictadura militar de Augusto Pinochet, en Chile, que mantenía una disputa territorial con Argentina por el Canal Beagle, no se pronunció con respecto a los comicios, pero la Alianza Democrática opositora al régimen felicitó a Alfonsín, afirmando "la felicidad de los amigos demócratas en Chile por el regreso de Argentina a la democracia". El régimen de Alfredo Stroessner en Paraguay también guardó silencio. El presidente colombiano Belisario Betancur dijo que "la elección de Alfonsín acercó a América Latina al gran propósito de nuestros libertadores, en el sentido de afirmar la soberanía y el progreso material e intelectual de nuestras naciones". El presidente de Venezuela, Luis Herrera Campins, afirmó su deseo de que las elecciones argentinas fueran un buen augurio para la democracia en la región. Fernando Belaúnde Terry, presidente de Perú, dijo que esperaba que Argentina se recuperara "económica y democráticamente". El vicepresidente de los Estados Unidos, George H. W. Bush, que envió una delegación a presenciar la asunción de Alfonsín el 10 de diciembre, aclamó al presidente como "un líder capaz y campeón del estado de derecho" y afirmó que su delegación se sintió conmovida por la efusividad del pueblo argentino hacia la restauración democrática.

## Traspaso de mando
La victoria de Alfonsín produjo un estado de tensión momentáneo. La conducción del Partido Justicialista se negó a conceder entrevistas durante los primeros días posteriores a la elección, sorprendidos por una derrota que la mayoría de los dirigentes consideraba imposible. El periódico español El País publicó en una nota que la derrota justicialista era un "punto oscuro" para la situación política argentina, afirmando que: «nadie sabe cómo reaccionan los peronistas a una derrota, porque jamás han sido derrotados». El antes mencionado Herminio Iglesias, candidato peronista derrotado a la gobernación de la provincia de Buenos Aires, declaró que "Seguimos siendo los mismos, ha ganado una coalición internacional, antiobrera, en Argentina, pero da lo mismo; Dios sigue siendo peronista". Luder, sin embargo, mantuvo una actitud conciliadora, reconoció la victoria radical y felicitó a Alfonsín, comprometiéndose a colaborar con la normalización política del país y con el mejoramiento de la situación económica. Se realizaron algunas suposiciones mediáticas con respecto al futuro gabinete radical, sonando entre los nombres el del expresidente Arturo Frondizi, el diputado electo Juan Carlos Pugliese, y Antonio Tróccoli.
Originalmente, la dictadura había dispuesto que entregaría el poder al gobierno electo el 25 de mayo de 1984, más de siete meses después de las elecciones. El objetivo del régimen era disponer de tiempo suficiente para negociar con el gobierno electo y asegurar la impunidad para la cúpula militar por los crímenes de lesa humanidad cometidos durante la dictadura. Durante la campaña, la junta militar llegó a la conclusión de que el período de tiempo entre las elecciones y el traspaso de mando era demasiado largo como para ser cumplido en la práctica y fijaron el 30 de enero como nueva fecha. Sin embargo, confirmada la victoria de Alfonsín, la situación se hizo cada vez más insostenible para el régimen, y la posibilidad de que este llegara en el poder a la fecha establecida era considerada remota. A lo largo del año la situación económica del país había empeorado visiblemente en modo inmanejable, y el gobierno de facto sufría un abrumador desprestigio público por la derrota bélica de 1982 y las violaciones a los derechos humanos, produciéndose numerosas protestas sociales. El 2 de noviembre, dos días después de su triunfo, Alfonsín instó públicamente a la dictadura que adelantaran «en la medida de lo posible» la asunción del nuevo gobierno.
Enrique García Vázquez, que Alfonsín pensaba poner a cargo del Banco Central, se reunió con el presidente saliente, Julio González del Solar, y se puso al corriente de una masiva deuda externa con reservas insuficientes para sustentarla. Alfonsín respondió a esto exigiendo a Bignone que adelantara la entrega de mando. El 16 de noviembre, la junta militar promulgó una modificación a la ley electoral, fijando el 10 de diciembre como fecha de asunción de las autoridades electas. La fecha había sido elegida por el propio Alfonsín por ser el Día Internacional de los Derechos Humanos.
Ese mismo día, Alfonsín asumió como presidente de la Nación, recibiendo el bastón de mando y la banda presidencial de manos de Bignone, que abandonó la Casa Rosada por la entrada trasera para evadir a los manifestantes que se encontraban fuera del recinto. Desde 2007, el día de la jura de las autoridades electas se conmemora como "Día de la Restauración de la Democracia".